# Napoleonské války
Napoleonské války byly sérií válečných konfliktů mezi lety 1803 a 1815, následující po revolučních válkách, které skončily roku 1802. Napoleonská Francie byla nakonec poražena, což vedlo k restauraci Bourbonů. Napoleonské války skončily porážkou Napoleona I. v bitvě u Waterloo 18. června 1815 a druhou pařížskou mírovou smlouvou.

## Pozadí konfliktu

Pařížané dobývající Bastilu

Roku 1789 vypukla Velká francouzská revoluce a Francie se stala konstituční monarchií. Revoluce ve Francii zneklidnila panovníky sousedních zemí. 7. února císař Svaté říše římské a pruský král uzavřeli pakt proti Francii a zahájili francouzské revoluční války. Po pokusu Ludvíka XVI. o útěk, po jeho zadržení ve Varennes a po pozdější popravě se koalice rozšířila o italské státy, Velkou Británii a Španělsko.
S touto koalicí Francie válčila až do roku 1797, kdy generál Bonaparte, po úspěšném italském tažení, donutil císaře Svaté říše římské Františka II. uzavřít mír v Campo Formio. Ovšem Velká Británie mír s Francií neuzavřela. Roku 1798 zahájil Bonaparte egyptské tažení, čehož využili nepřátelé Francie, aby vytvořili druhou koalici, v níž bylo Rusko, Rakousko a Velká Británie.
Spojenecká armáda, jíž velel maršál Suvorov, začala porážet Francouze v Itálii a ve Švýcarsku. Začaly však vznikat rozpory mezi Ruskem a Rakouskem, které nakonec vedly k tomu, že Rusko stáhlo svá vojska z evropských bojišť. Mezitím se Bonaparte vrátil z Egypta, kde zanechal svoje vojska pod velením generála Klébera a potom, v druhém italském tažení porazil Rakušany v bitvě u Marenga. Válka však (přes krátké příměří) pokračovala až do zimy, do bitvy u Hohenlinden, kde generál Moreau porazil spojeneckou rakousko-bavorskou armádu pod velením arcivévody Jana. Následná jednání vedla v Lunéville k separátnímu míru s Rakouskem. Roku 1802 uzavřela Francie mír s Británií, v Amiensu.

## Invaze do Anglie (1803–1805)

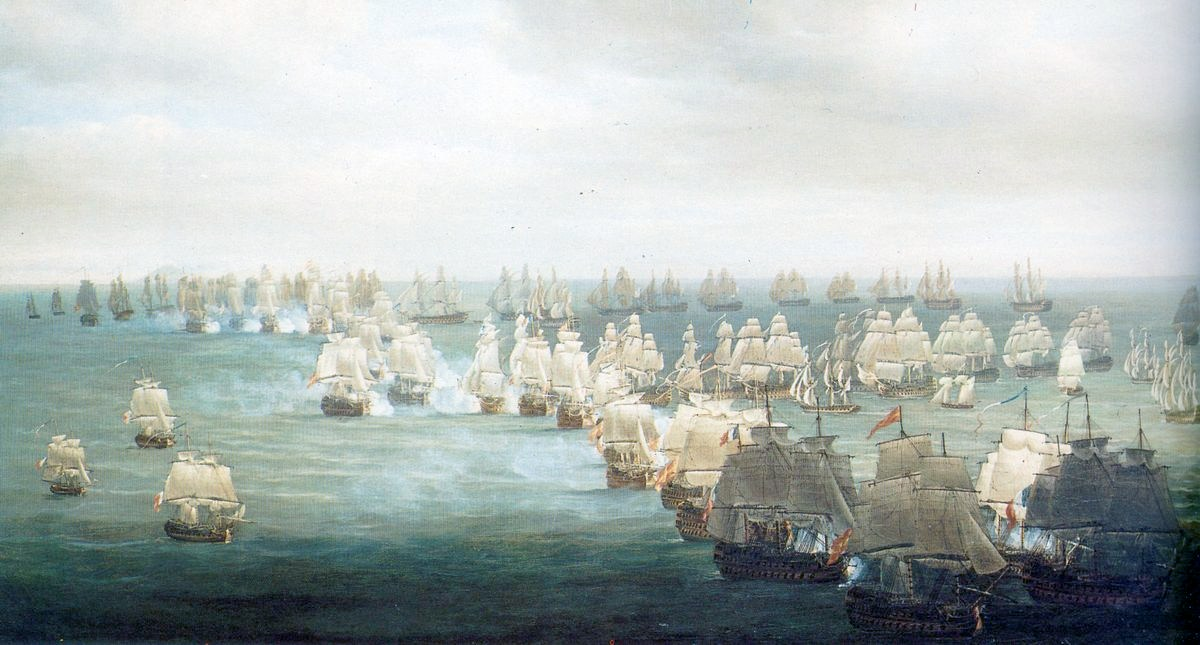
Bitva u Trafalgaru: 13:00

V květnu 1803 znovu vypukla válka mezi Francií a Velkou Británií, když francouzská vojska vpadla do Hannoverska náležejícího k britské koruně (britský král byl hannoverským kurfiřtem). Hned na to Británie zkonfiskovala v přístavech 1 200 francouzských obchodních lodí. Poté Napoleon Bonaparte dva roky plánoval invazi do Anglie. V době příprav invaze, 2. prosince 1804, se nechal korunovat císařem Francie, což vyvolalo vznik třetí koalice. Využil přitom holandské a španělské loďstvo, které spojil. Počátkem roku Napoleon nakonec nařídil admirálu Villeneuvovi, aby odlákal britskou flotu k Antilám. Zde se Villeneuve vyhnul bitvě a rozhodl se vrátit do Evropy. Při návratu ho ale Britové zastihli. V následující bitvě utrpěl ztráty a stáhl se ke Cádizu. Villeneuve přístav v Cádizu brzy opustil, ale 21. října 1805 byl poražen admirálem Nelsonem v bitvě u Trafalgaru. Bitva u Trafalgaru nakonec zabránila invazi do Anglie, a to i přesto, že admirál Horatio Nelson zahynul. Napoleon po prohře s Brity prohlásil: „Nebudu-li za čtrnáct dní v Londýně, musím být v polovině listopadu ve Vídni.“ Britské vítězství ale znehodnotila porážka spojenců v bitvě u Slavkova.

## Druhá anglo-maráthská válka (1803–1805)
V dubnu 1803 připlul do Indie generál Decamps a uzavřel smlouvu s vůdci indických kmenů namířenou proti Velké Británii. Výsledkem byla druhá anglo-maráthská válka. Britská vojska, jimž veleli generálové Lake a Wellesley, měla od začátku nad Maráthy převahu a uštědřila jim řadu těžkých porážek jako v bitvě u Assaye (1803), kde Arthur Wellesley úspěšně čelil více než osminásobné přesile a roku 1805 je donutili uzavřít mír.

## Válka třetí koalice (1805)

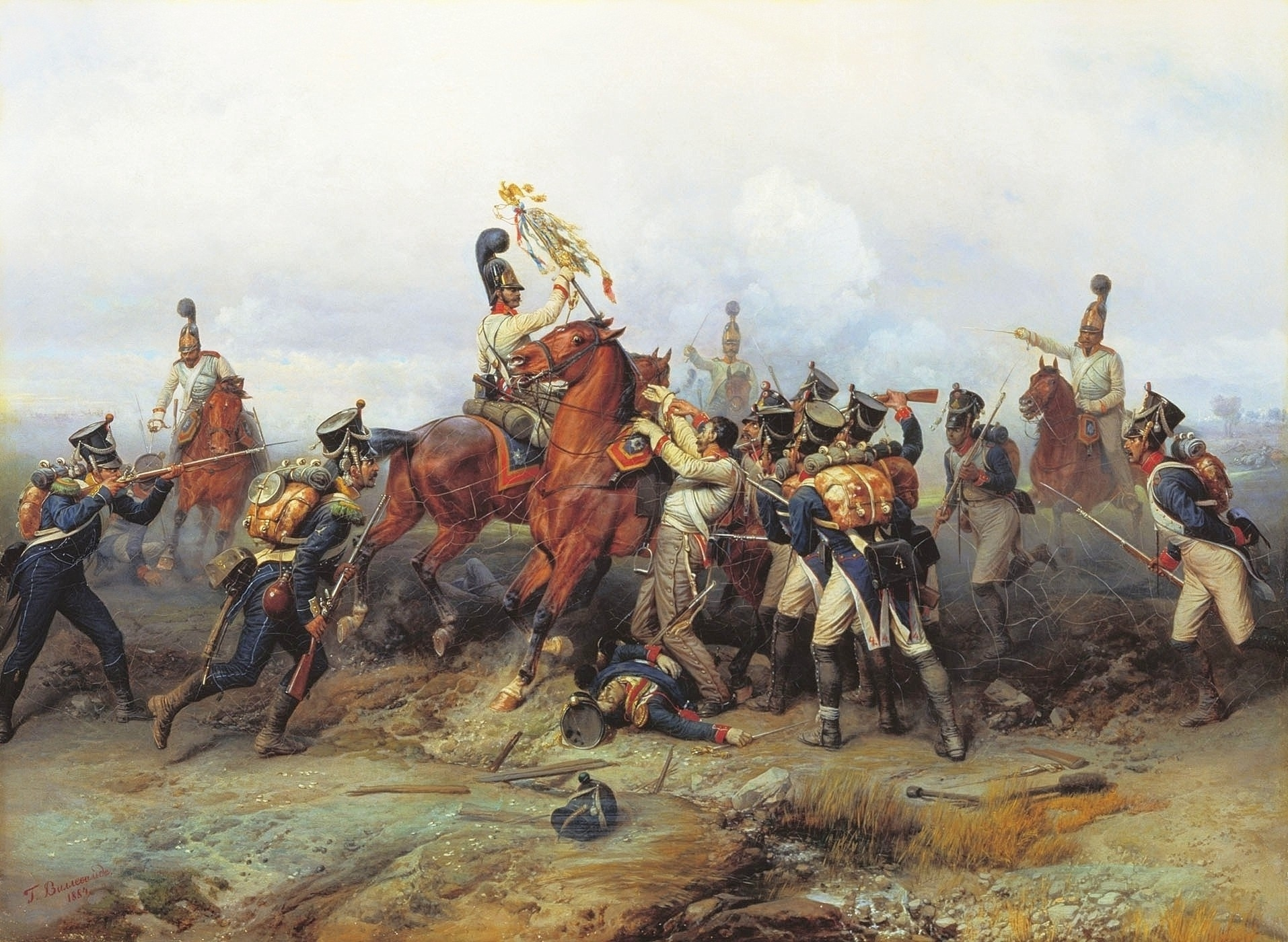
Carská garda v bitvě u Slavkova

Třetí koalice vznikla jako odpověď na Napoleonovo korunování císařem a skládala se z Británie, Ruska, Švédska a Rakouska. 21. října byla sice Francie poražena v námořní bitvě u Trafalgaru, ale již několik dní poté francouzská armáda pochodovala jižním Německem.
Nejdříve Napoleon donutil obratným manévrováním ke kapitulaci armádu rakouského generála Macka u Ulmu, kde zajal 60 tisíc Rakušanů. Poté pokračoval v postupu do Rakous, kde narazil na ruskou Podolskou armádu, kterou vedl Suvorovův žák generál Kutuzov. Kutuzovova ruská armáda musela svádět tvrdé ústupové boje, například u Kremže (něm. Krems). Francouzi obsadili Vídeň, ale po bojích u Hollabrunu se ruská armáda dokázala odpoutat od nepřítele a stáhnout se k Olomouci. Zde se setkala s druhou ruskou Volyňskou armádou, kterou vedl sám car Alexandr I. Kutuzov a Alexandr měli rozdílný názor na další vedení války. Kutuzov se chtěl vyhýbat střetnutí a vyčkat na příchod armády arcivévody Karla z Itálie, ale car podporován svým dvorem trval na ofenzivě proti, podle jeho názoru oslabeným, francouzským jednotkám. Francouzská armáda postoupila až na jižní Moravu, obsadila Brno a její přední hlídky byly vysunuty až k Vyškovu. 2. prosince 1805 byla pak svedena bitva u Slavkova.
Napoleon Bonaparte, ač měl 73 400 mužů proti 85 tisícům Rusů a Rakušanů, dosáhl svého největšího vítězství. Překvapil své nepřátele, když hlavní úder vedl na střed spojeneckých pozic a prorazil jej. Po bitvě byl uzavřen prešpurský mír, kterým byl založen Rýnský spolek, což znamenalo konec Svaté říše římské. Byla vyhlášena kontinentální blokáda proti Velké Británii. Tentokrát mír uzavřelo jen Rakousko.

## Válka čtvrté koalice (1806–1807)

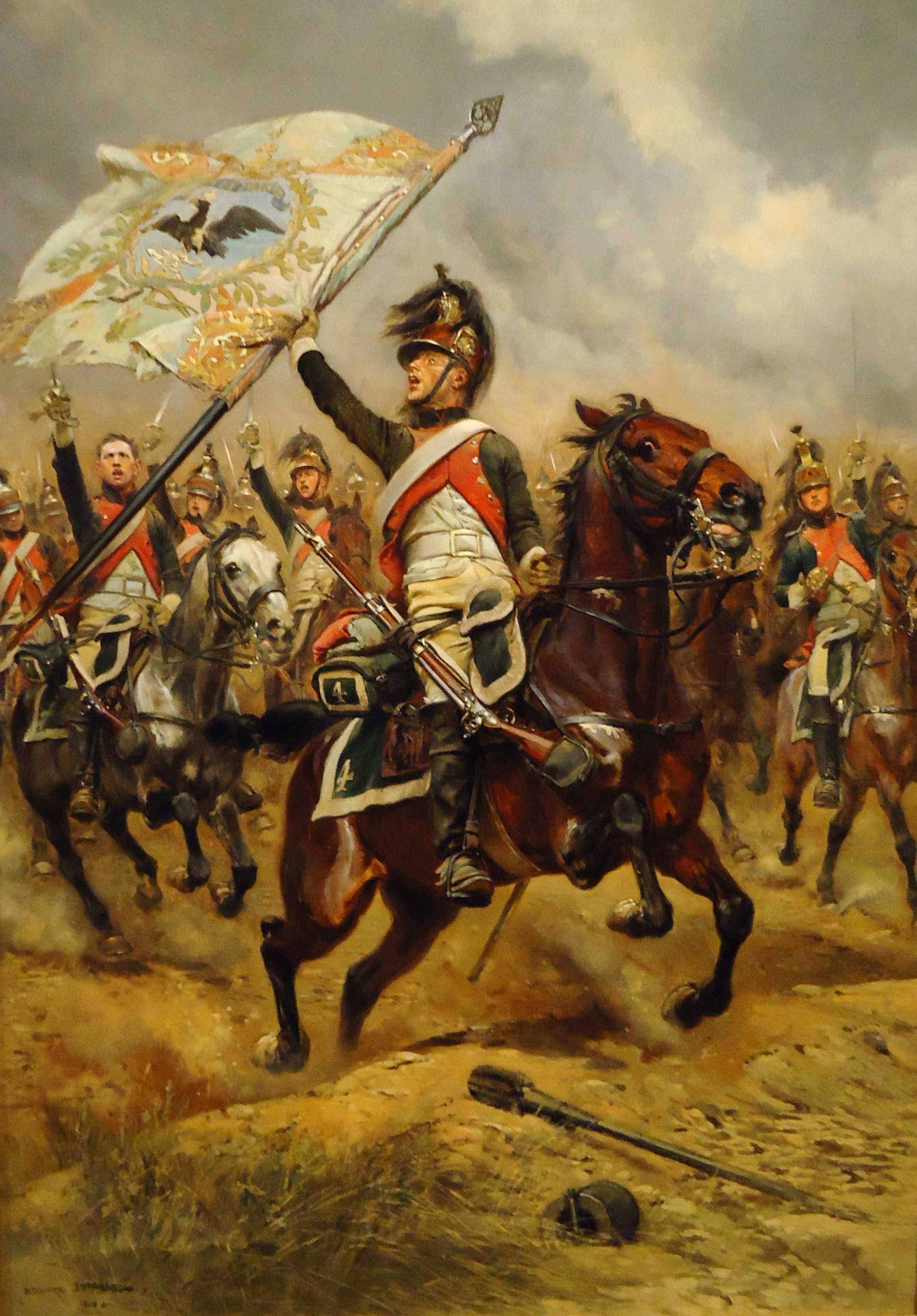
Bitva u Jeny, od Édouarda Detailleho

Ve čtvrté koalici, která vznikla na jaře roku 1806, bylo Prusko, Rusko a Velká Británie. Válka čtvrté koalice vypukla, když Prusko zaslalo do Francie ultimativní požadavek na vyklizení všech území na levém břehu Rýna a po vypršení tohoto ultimáta vyhlásilo Francii válku. Pruská armáda vpadla do Saska, obsadila jej a saskou armádu přinutila bojovat po svém boku. Jako odpověď na vyhlášení války sbory francouzské armády dislokované v Německu zahájily vějířovitý postup vstříc pruským silám.
Velení pruské armády, která byla mnohými současníky považovaná za pokračovatelku tradic Bedřicha Velikého, překypovalo sebedůvěrou, ale v prvním vážnějším střetu v bitvě, jež se odehrála 10. října 1806 u Saalfeldu, Francouzi zvítězili. V této bitvě padl i pruský princ Louis Ferdinand, což zasadilo první ránu mýtu o pruské neporazitelnosti (mýtus o armádě Bedřicha Velikého). To však nebyla poslední pohroma, která pruskou armádu postihla. Dne 14. října uštědřil Napoleon Prusům těžkou porážku u Jeny. Téhož dne také proběhla bitva u Auerstedtu, v níž maršál Davout rozdrtil hlavní pruské síly. Pruská armáda poté čelila morálnímu rozkladu a dezorganizaci. Jediné bojeschopné síly, které pruský král měl, byly jednotky prince sasko-výmarského na západě a záložní sbor prince württemberského u Halle.
Dne 16. října 1806 kapituloval Erfurt. O den později bylo dobyto Halle, přičemž byl poražen sbor prince Württemberského. Dne 25. října obsadil maršál Louis-Nicolas Davout se svým sborem Berlín, v němž pak Napoleon vyhlásil 21. listopadu 1806 kontinentální blokádu Velké Británie. 27. října utrpěli Prusové další porážku u Prenzlau.

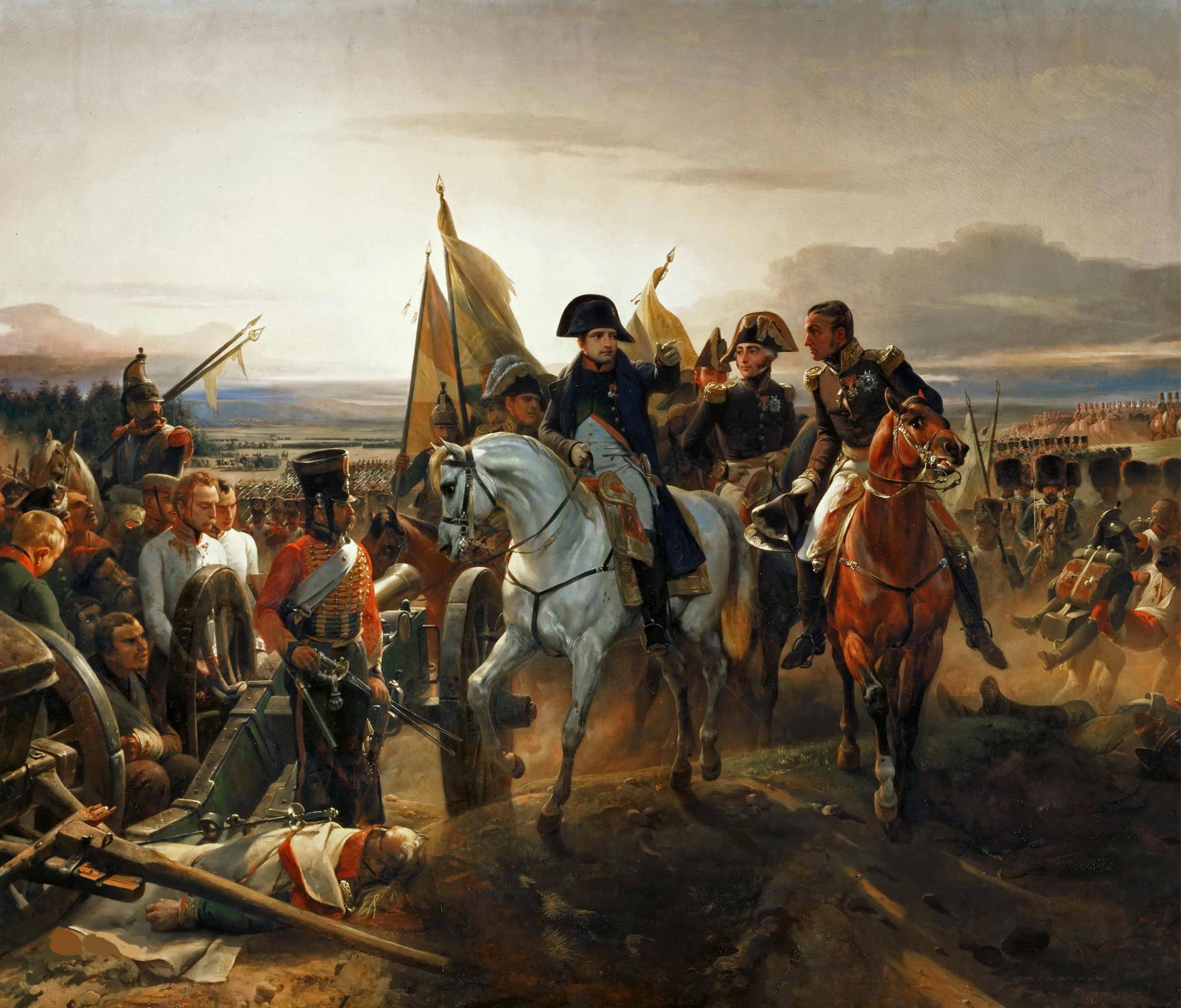
Napoleon v Bitvě u Friedlandu, od Horace Verneta

Francouzi se dostali do Polska, kde se střetli s Rusy. Ti šli se zpožděním Prusům na pomoc, ale když přišly zprávy o francouzském vítězství u Jeny, obrátili se na ústup a ještě v listopadu Napoleon osvobodil Varšavu. V prosinci docházelo k menším krvavým střetům mezi Rusy a Francouzi, ale až 26. prosince 1806 se mezi nimi odehrála první větší bitva u Pultuska, která skočila nerozhodně. Podobně dopadlo i střetnutí u Golymina. Z obou bitev Rusové ustoupili, ale Napoleon v nich nedosáhl toho, čeho chtěl, totiž rozhodného vítězství.
Na další velkou bitvu si Napoleon musel počkat do bitvy u Jílového, která proběhla 7.–8. února 1807. I přes neobyčejnou krvavost skončila nerozhodně, ovšem otřásla pověstí o Napoleonově neporazitelnosti, neboť byl velmi blízko porážce. Sama bitva vyčerpala obě strany a Rusové znovu ustoupili. Napoleon ruskou armádu nepronásledoval, stáhl armádu do zimních ležení a po důkladném posílení a reorganizaci poté odrazil ruskou jarní ofenzivu.
Teprve 14. června 1807 však dosáhl rozhodného vítězství u Friedlandu ve východním Prusku. Jejím následkem byl v červenci uzavřen Tylžský mír, který téměř zlikvidoval Prusko jako samostatný stát, neboť přišlo o velkou část svého území. Na území, jež získalo Prusko při trojím dělení Polska, vzniklo Varšavské knížectví. Z Ruska a Francie se stali dočasní spojenci.

## Britské invaze na Río de la Plata (1806–1807)

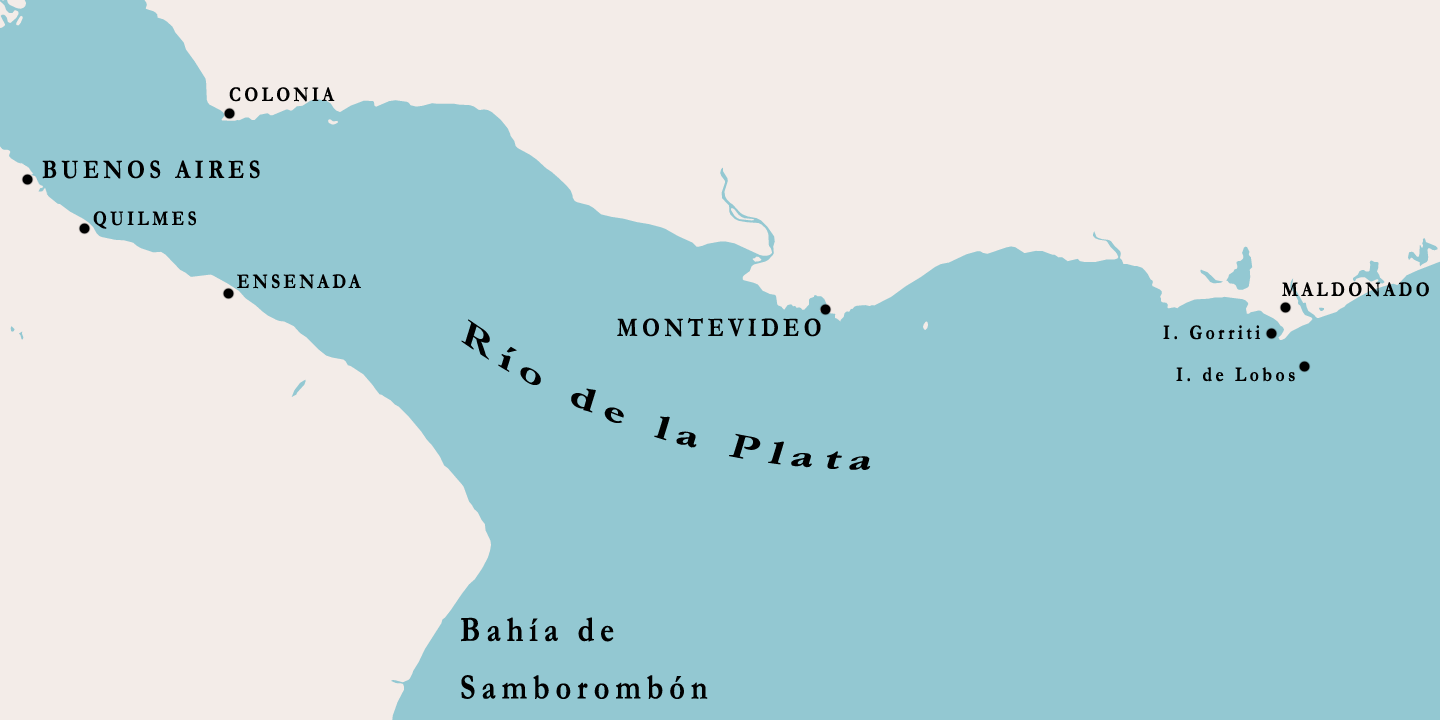
Río de la Plata

Šlo o sérii neúspěšných britských pokusů dobýt španělské kolonie v povodí Río de la Plata v Jižní Americe. V té době bylo Španělsko spojencem Francie.
První invaze začala dobytím Buenos Aires, ale v červnu 1806, o 46 dnů později, byli Britové poraženi. Druhá fáze začala 3. února 1807, když britská armáda dobyla Montevideo. V červenci se Britové znovu pokusili dobýt Buenos Aires, ale v těžkých pouličních bojích proti místním milicím a španělské koloniální armádě byli poraženi a nuceni ustoupit.
12. srpna podepsali Britové se Španěly příměří a později ustoupili z povodí. Velitel Španělů Santiago de Liniers byl později jmenován místokrálem v místokrálovství Río de la Plata, zatímco John Whitelocke, který velel druhé invazi, byl postaven před vojenský soud.

## Rusko-turecká válka (1806–1812)

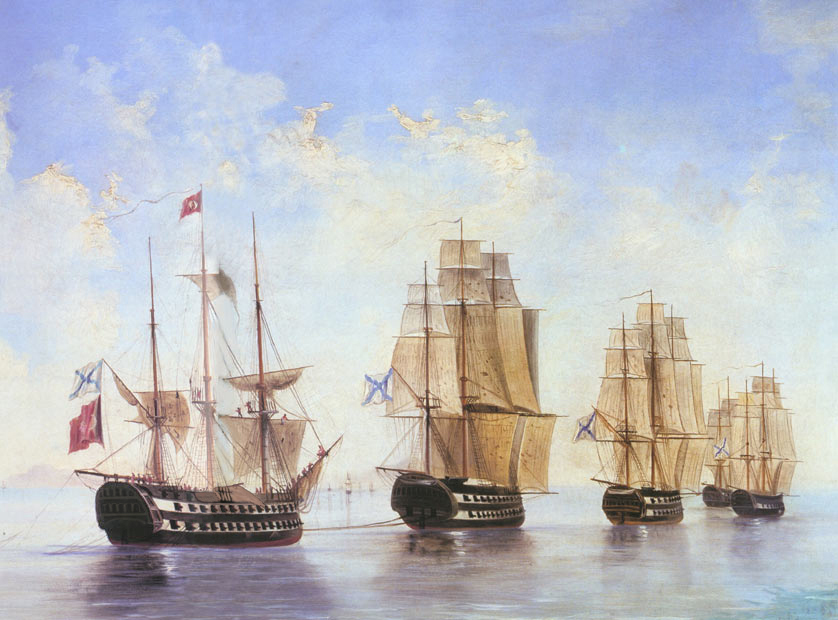
Ruská flota před bitvou u Athu, od Alexeje Bogoljubova

Po válce třetí koalice Osmanská říše začala připravovat válku proti Rusku. Navíc generál Sebastiani, který byl francouzským velvyslancem v Turecku, slíbil Turkům vojenskou pomoc, neboť Francie si válku přála. Do Turecka přijeli francouzští vojenští instruktoři, poradci a odborníci na budování pevností a Marmontův sbor, jenž měl 25 000 mužů, byl vyčleněn jako vojenská pomoc Turecku. Roku 1806 Osmanská říše vstoupila do války s Ruskem. Rusové na začátku překročili Dněstr a dobyli pevnost v Jásách, Benderách, Akkermanu, Kiliji, Galace a Bukurešti. Situaci Turků ztěžovalo i to, že na západ od bojiště probíhalo od roku 1803 povstání Srbů, kteří byli v této válce spojenci Rusů.
Na severním břehu Dunaje zbyly Osmanům jen pevnosti Izmail, Braila a Giurgia. Situace Rusů také nebyla dobrá, protože kvůli válce čtvrté koalice museli vést v letech 1806–1807 dvě války. Tylžský mír Rusku pomohl, neboť ukončil válku s Francií a Napoleon přislíbil, že neposkytne Turecku vojenskou pomoc a pomůže k ukončení této války. Ve skutečnosti Napoleon nikdy nepomáhal k míru mezi Ruskem a Osmanskou říší. V srpnu 1807 bylo sice uzavřeno příměří, když krátce předtím admirál Seňavin rozdrtil osmanské loďstvo u Athu a ovládl Egejské moře, ale Osmanská říše jej brzy porušila. Rusko oblehlo Giurgiu a Brailu, což ovšem trvalo dlouho, a během obléhání se Rusům příliš nevedlo.
Velení bylo poté předáno generálu Kutuzovovi. Této funkce se ujal 2. května 1808. Kutuzov ve své funkci nezůstal dlouho, neboť měl spory s vrchním velitelem polním maršálem Prozorovským vyvolané jejich odlišnými názory na vedení války. Prozorovskij jej odvolal kvůli vlastnímu neúspěchu při dobývání Braily. Brzy na to Prozorovskij zemřel a velení převzal generál Bagration. Bagration rozpoutal boje na obou stranách Dunaje a dobyl všechny pevnosti na jeho severním břehu, ale nedostatek střeliva a potravin ho donutil stáhnout se do Valašska a Moldávie.
Na jaře 1810 dostali Rusové posily a nového velitele, generála Kamenského, který zahájil další boje. Kamenskij dobyl Silistru, Turtukaj a Bažardik, ale utrpěl porážku při obléhání Šumly. Nakonec se musel znovu stáhnout do Valašska. V této době se blížilo Napoleonovo tažení do Ruska, proto Rusko potřebovalo ukončit válku co nejdříve, a to vedlo cara Alexandra k tomu, že jmenoval na místo vrchního velitele moldavské armády Kutuzova. Velení osmanské armády se taktéž změnilo. Neschopného Jusufa-pašu nahradil energický Ahmed-paša, který chystal ofenzívu. Kutuzov proto odpálil  pevnosti Silistru a Nikopol.
Opuštění pevností přesvědčilo Ahmeda-pašu, že je ruská armáda slabá. Ve skutečnosti se situace Rusů zlepšila. Navíc Turky zradil Mulla-paša, jenž poskytl Rusům informace o tureckých plánech. Kutuzov si v té době začal dopisovat s Ahmedem-pašou, s nímž se znal z doby, kdy jako velvyslanec působil v Cařihradu. Tímto dopisováním se mu povedlo získat čas, když přistoupil na uzavření míru.
Když si to Ahmed-paša uvědomil, vytáhl se 60 tisícovou armádou k Ruščuku. Kutuzov 1. července tajně přesunul k Ruščuku hlavní síly své armády (15 tisíc mužů). 4. července došlo u Ruščuku k zuřivé bitvě, kterou nakonec vyhráli Rusové, ač jich bylo čtyřikrát méně. Přestože Rusové vyhráli, situace se moc nezměnila, a proto nechal Kutuzov 9. července Ruščuk odpálit a vyklidit. Hranice mezi oběma armádami byla nyní na Dunaji.
Ahmed-paša poté obsadil Ruščuk a prohlásil se za vítěze, ale v té době začali vstupovat do ruské armády Bulhaři a Srbové se vzbouřili. Mezitím Ismail-bej u Vidinu překročil Dunaj, ale 3. srpna byl méně početným ruským oddílem jeho postup zastaven a ani po dalších bojích se mu ho nepovedlo obnovit. V té době se přepravoval na druhou stranu také Ahmed-paša, ale 14. října ho Kutuzov u Slobodzeje porazil a obklíčil. Brzy se musel Ahmed-paša se zbytkem z 40 tisícové armády vzdát. Poté znovu začala mírová jednání, která trvala šest měsíců, a která vedla k uzavření míru v Bukurešti. Osmané nyní museli do roku 1813 na Balkáně bojovat jen proti Srbům, díky čemuž došlo k potlačení jejich povstání.

## Anglo-ruská válka (1807–1812)
Roku 1807 byl uzavřen Tylžský mír, který ukončil válku čtvrté koalice a udělal z Ruska a Francie spojence. V září 1807 vyhlásilo Rusko Velké Británii válku.
Během války docházelo pouze k jednotlivým bojům, protože se obě strany vyhýbaly rozhodujícímu střetu. Ruská flota, jež operovala ve Středomoří, byla při návratu zadržena v Lisabonu a zůstala v zajetí v Portsmouthu do roku 1809. V té době britské lodě podporovaly švédskou flotu během finské války a dopomohly švédskému vítězství v bitvě ve finském zálivu v červenci 1808. Válka skončila roku 1812, když Napoleon vytáhl do Ruska

## Anglo-turecká válka (1807–1809)

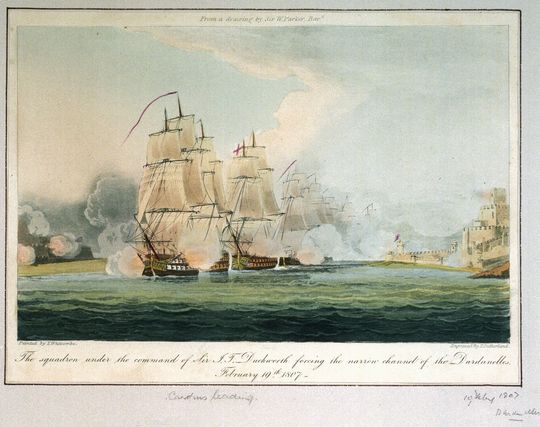
Dardanelská operace vedená sirem Duckworthem

Roku 1806 začala rusko-turecká válka, jež nakonec vedla také k válce britsko-turecké, která začala Dardanelskou operací, v níž britské loďstvo utrpělo porážku, kterou ovšem Turecku oplatilo 19. února 1807, když zničilo tureckou flotu v Marmarském moři. Roku 1807 došlo také k Alexandrijskému tažení, během něhož byli Britové poraženi v bitvě u Rosette. Válka skončila roku 1809 Dardanelským mírem.

## Finská válka (1808–1809)

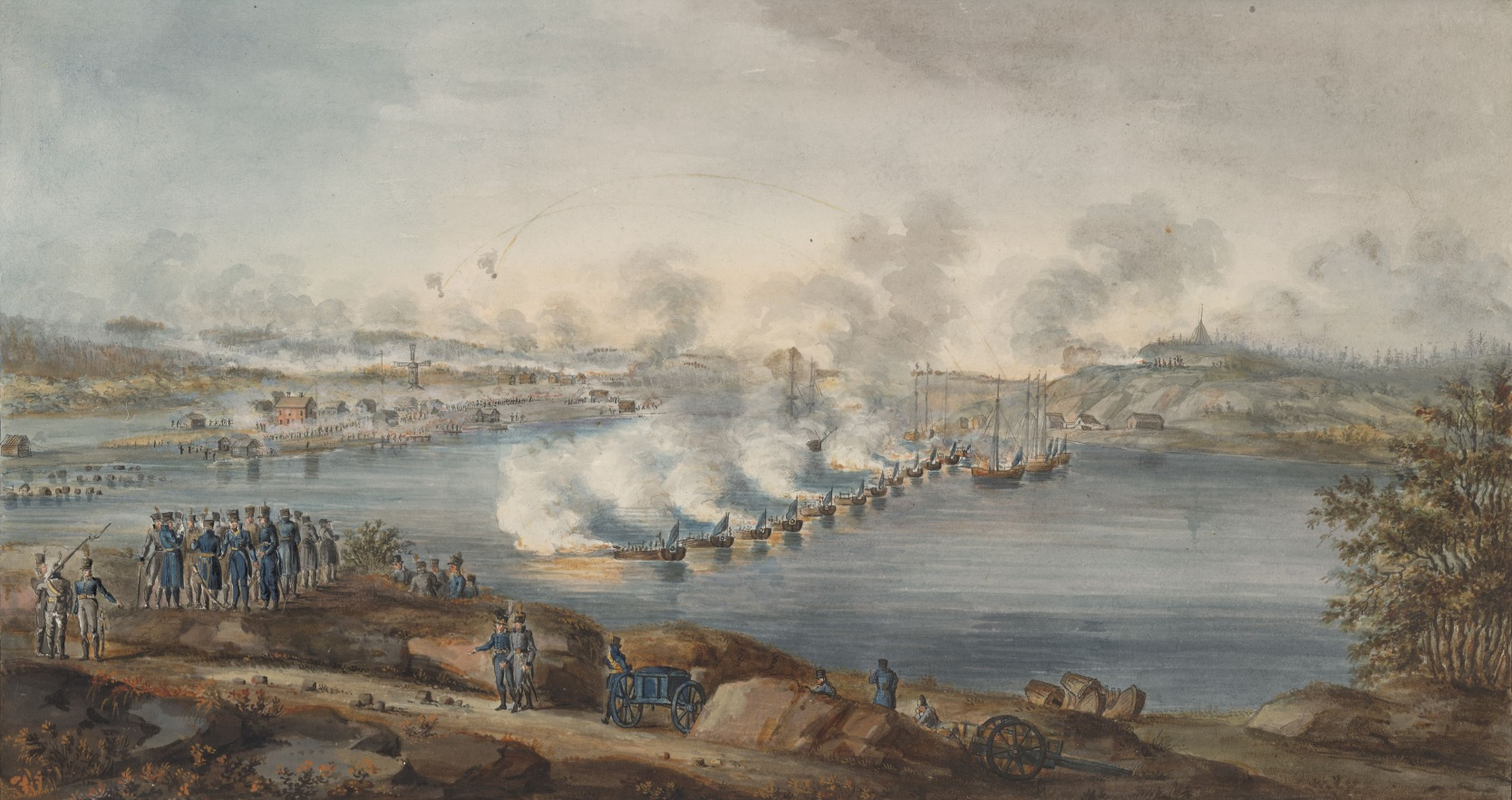
Bitva u Ratanu

Ruský car Alexandr I. se rozhodl jako Napoleonův spojenec přinutit Švédsko k přijetí kontinentální blokády. Gustav IV. Adolf viděl v Napoleonovi antikrista, a proto jej odmítl. Rusko se rozhodlo situaci řešit vojensky a 21. února ruská armáda vpadla do Finska; současně bylo Švédsko napadeno z jihu Dánskem. Hned na začátku Rusové dosáhli úspěchu, když se jim vzdala pevnost Sveaborg. Nový švédský velitel Carl Johan Adlercreutz dokázal 18. dubna 1808 Rusy zastavit u Siikajoki a Švédové začali dosahovat úspěchů, ale 14. září 1808 byli poraženi v bitvě u Oravais. Rusové postupně dobyli Finsko a Alandské ostrovy. Tyto události způsobily, že byl král Gustav IV. Adolf svržen a nahrazen Karlem XIII., což ale nezvrátilo situaci a 19. a 20. srpna 1809 byla svedena nerozhodná bitva u Savaru a Ratanu – poslední střet (respektive dva střety) finské války. 17. září téhož roku byl uzavřen Fredrikshamnský mír, jímž se Švédsko připojilo ke kontinentálnímu systému a postoupilo Rusku Finsko.

## Anglo-dánská válka (1807–1814)

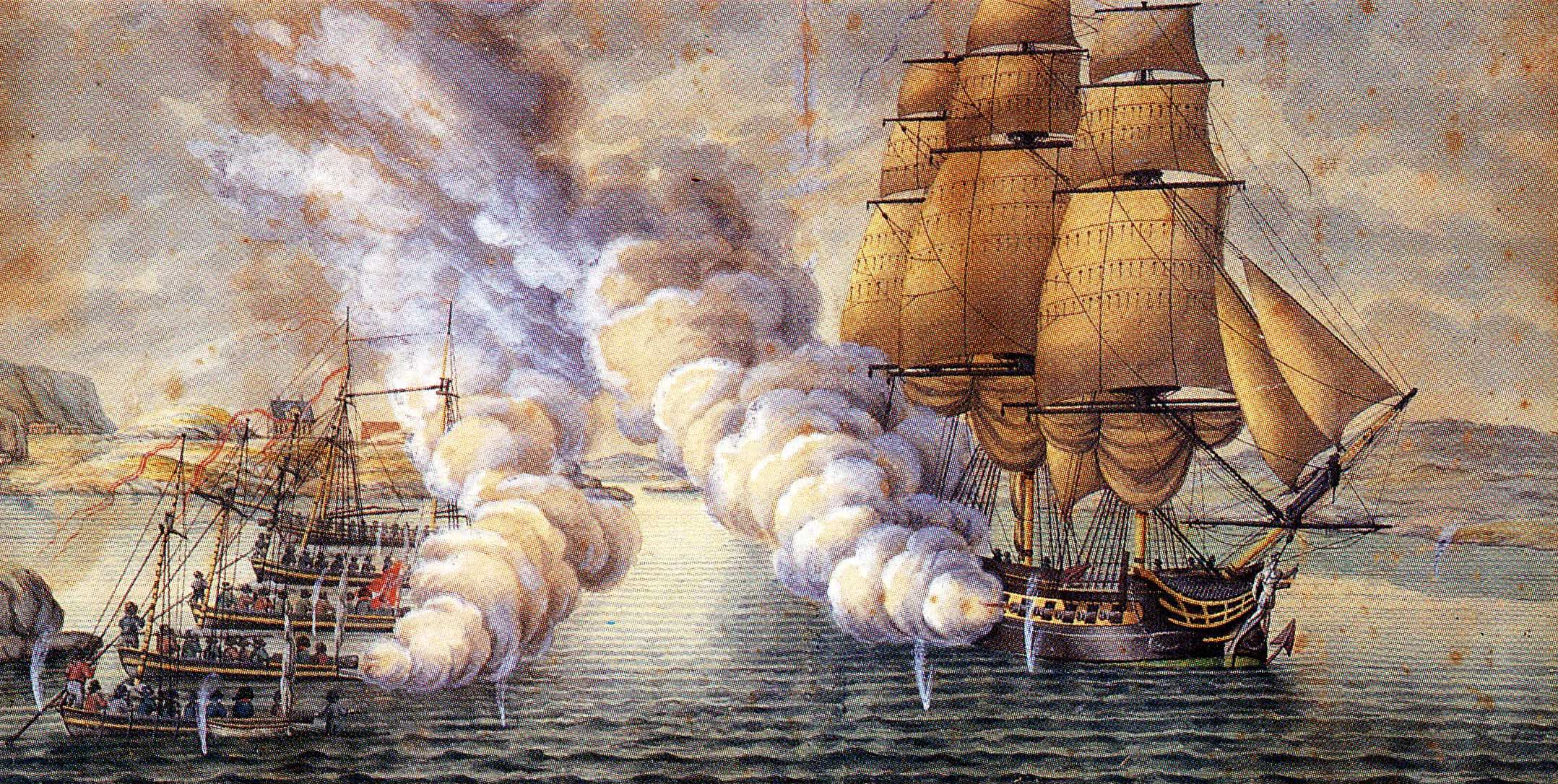
Námořní bitva mezi britským a norským loďstvem

Norsko, jež patřilo k Dánské říši, znamenalo jedinou velkou trhlinu v kontinentálním systému, a proto Británie i Francie usilovaly o spojenectví s Dánskem. Pro Dánsko šlo o těžkou otázku, neboť přidání se k Británii by znamenalo obsazení Dánska a jeho připojení k Francii napadení dánských a norských přístavů. Proto se Dánsko snažilo zachovat neutralitu. Situace se změnila, když Velká Británie požádala o vydání dánského válečného loďstva, což bylo odmítnuto. Britskou odpovědí bylo ostřelování Kodaně britským loďstvem, díky čemuž Dánsko své válečné loďstvo vydalo a stalo se spojencem Francie. Že se Dánsko přidalo ke kontinentálnímu systému, bylo katastrofou pro Norsko, které tak od něj bylo odříznuto. Během války, která takto začala, muselo Dánsko a Norsko bránit své pobřeží před britským loďstvem. Na souši se Dánsko zapojilo do finské války. Válka nakonec skončila Kielským mírem 15. ledna 1814, jímž Dánsko ztratilo Norsko ve prospěch Švédska.

## Anglo-švédská válka (1810–1812)
Po porážce ve finské válce se Švédsko muselo přidat ke kontinentálnímu systému a vyhlásit válku Británii. Přesto Švédsko mnohdy Francii nepodpořilo jako například během Napoleonova vpádu do Ruska, který znamenal pro Napoleona katastrofu a vedl ke konci anglo-švédské války a připojení Švédska k šesté koalici.

## Rusko-perská válka (1804–1813)
V roce 1804 začala Persie jako spojenec Francie novou válku s Ruskem. Rusové, jimž veleli generálové Ivan Gudovič a Pavel Cicjanov, se početně silnějším Peršanům houževnatě bránili. Během celé války mohlo Rusko nasadit proti Persii jen 10 tisíc vojáků, což válku značně prodloužilo.
Po většinu války mělo Rusko převahu díky lepší strategii, vyšší kvalitě vojáků a lepším (modernějším) technologiím. Roku 1810 Persie vyhlásila Rusku svatou válku, ale to nic na situaci nemění. Po ruských vítězstvích u Aslanduzu a Lenkoranu v letech 1812 a 1813 byl uzavřen mír. Peršané museli Rusku postoupit dříve sporná území.

## Španělská válka (1808–1814)

Francisco Goya: Třetího května 1808

6. června 1808 Napoleon nabídl svému bratru Josefovi, do té doby neapolskému králi, španělskou korunu. Přítomnost francouzských vojáků a odstoupení krále Ferdinanda VII. vyvolaly lidové povstání v Madridu 2. května. Další den maršál Murat rozpoutal represe, které stály život 500–1000 Španělů a 100–200 Francouzů. Své dojmy z těchto událostí vyjádřil Francisco Goya ve svých slavných dílech "El dos del Mayo"- druhý květen a "El tres del Mayo" – třetí květen. Poté nastal na krátkou dobu klid před bouří, neboť následně vypuklo povstání po celé zemi. Přesto 20. července Josef Bonaparte vstoupil do Madridu.
18. a 19. července kapitulovala francouzská armáda pod velením generála Pierre Duponta u městečka Bailen veliteli španělské armády Franciscu Castañosovi a Švýcaru ve španělských službách Theodoru von Redingovi. Byla to první vážná pozemní porážka císařské armády a značně pozvedla Španělům morálku. Ve stejné době generál Andoche Junot vpadl do Portugalska, následkem čehož Velká Británie poslala expediční sbor, jemuž velel Arthur Wellesley, aby bránil Portugalsko. Wellesley dosáhl několika úspěchů, ale 6. října 1808 převzal velení generál Moore, který brzy poté zahájil tažení do Galicie. Od prosince 1808 do ledna 1809 byl ve Španělsku sám Napoleon s 200 tisíci vojáky. Nejdříve upevnil moc svého bratra, a poté zahájil ofenzívu proti Moorovi, který raději zahájil ústup k La Coruñi, ale než došlo k bitvě, tak musel Napoleon odejít ze Španělska, protože se chystala další válka s Rakouskem. Brzy poté Moore zemřel v bitvě u La Coruñi, ve které se Britům podařilo úspěšně nalodit všechny zbývající jednotky a stáhnout se ze Španělska.
V roce 1809 Britové, kterým velel Arthur Wellesley, osvobodili Portugalsko a Galicii na severozápadě Španělska, i když si Francouzi zajistili Katalánsko. Další dva roky Španělé často prohrávali. Britové bránili Portugalsko. Ruské tažení roku 1812 Francii vyčerpalo a zlepšilo situaci spojenců ve Španělsku. Roku 1812 anglo-španělská armáda začala osvobozovat zemi a 11. srpna dobyla Madrid. 3. listopadu sice Josef hlavní město dobyl zpět, ale pak byli Francouzi už jen zatlačováni, až nakonec začátkem roku 1814 Španělé osvobodili i Katalánsko.

## Válka páté koalice (1809)

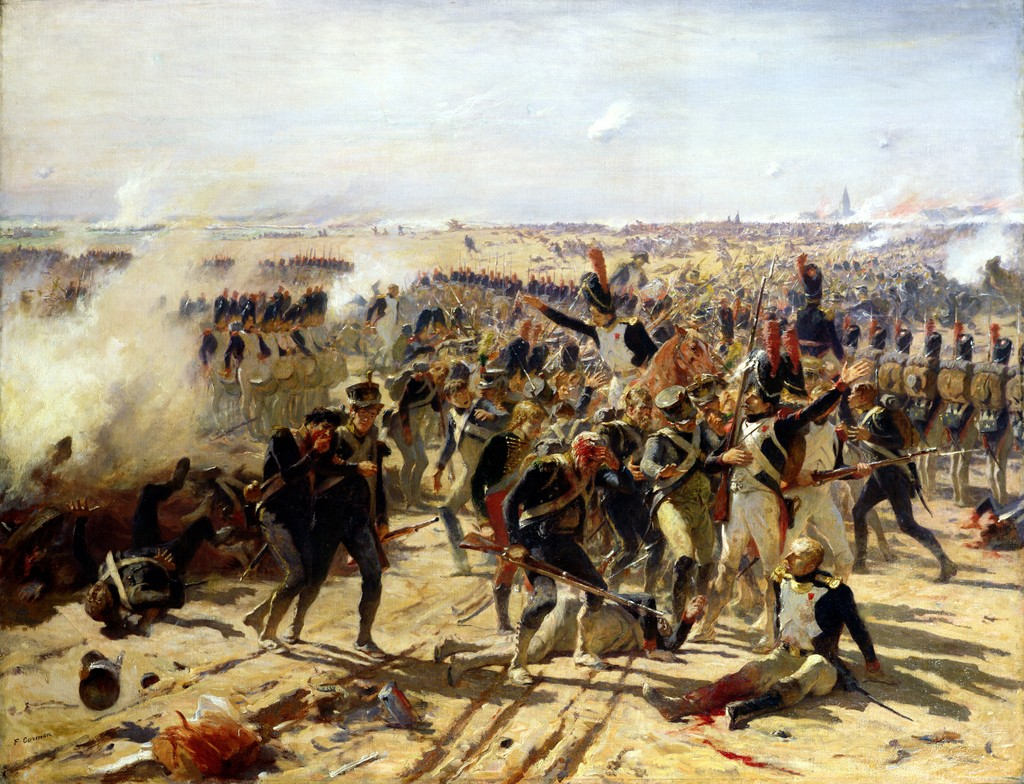
Bitva u Aspern a Esslingu

9. dubna 1809 Rakousko rozpoutalo proti Francii válku, když jeho armáda vpadla do Bavorska a v Tyrolích Andreas Hofer rozpoutal lidové povstání. S Velkou Británií, Sicílií a Sardinií vytvořilo Rakousko pátou koalici. Napoleon poté vpadl se 175 tisíci muži do Bavorska. 22. dubna zvítězil nad arcivévodou Karlem u Eggmühlu. V bitvě byl mimo jiné Napoleon lehce zraněn na pravé noze. Poté Francouzi dobyli Řezno a 13. května bez boje padla Vídeň. Přesto bitva u Aspern a Esslingu skončila první Napoleonovou porážkou v bitvě, ale 5. až 6. července Napoleon vyhrál bitvu u Wagramu. Arcivévoda poté ustoupil na Moravu a svedl ústupovou bitvu u Znojma. 10. července požádal císař František I. o mír. 12. července bylo ve Znojmě podepsáno příměří a 14. října byl v Schönbrunnu podepsán mír. Rakousko ztratilo zbytek provincií na Jadranu, čímž se stalo vnitrozemským státem. Tyrolské povstání bylo krutě potlačeno.

## Ruské tažení (1812)

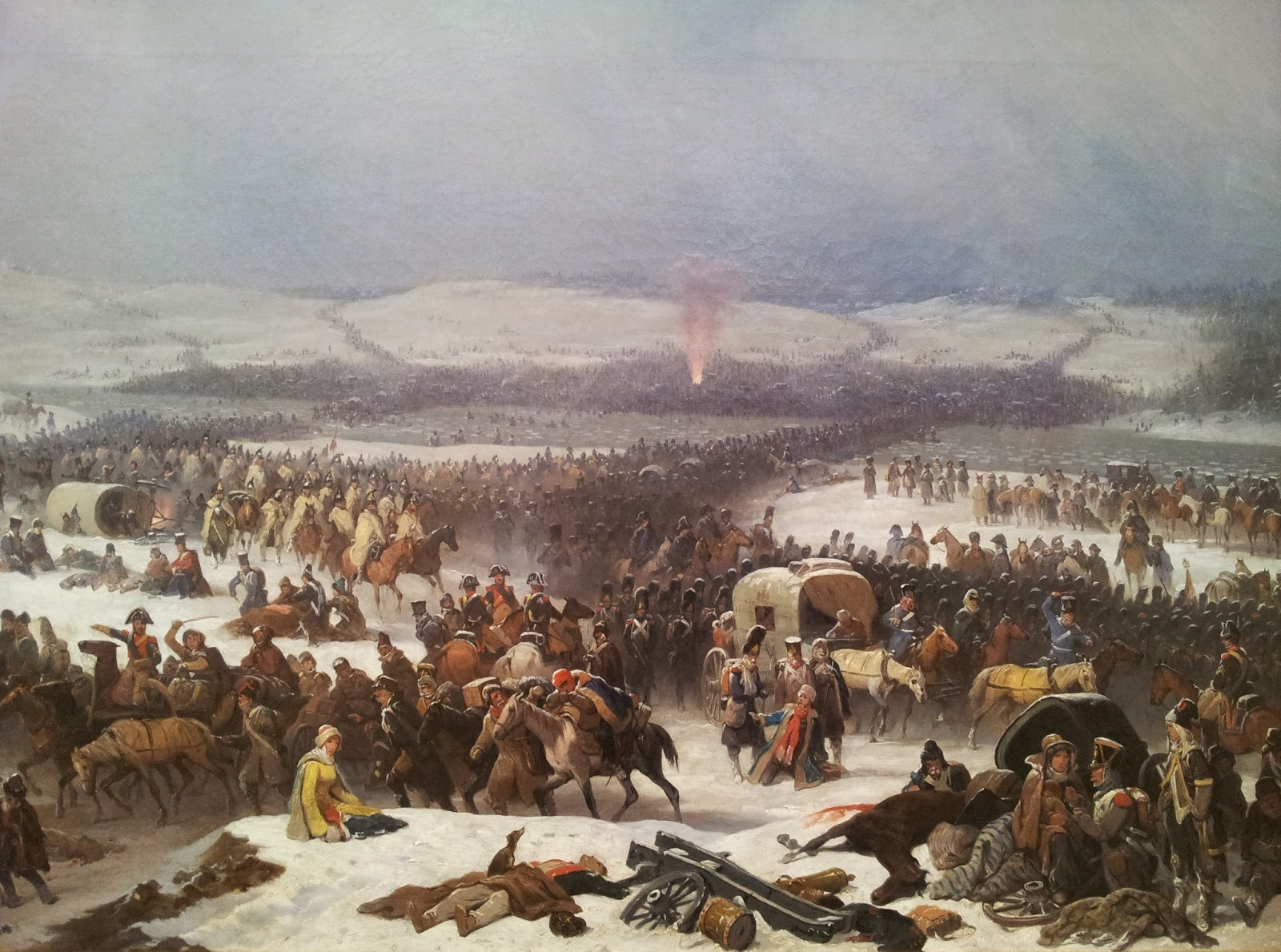
Bitva na Berezině

V poslední den roku 1810 Rusko otevřelo své přístavy a brzy uvalilo clo na francouzské zboží. Uvolnilo tím kontinentální blokádu a Francie v tom viděla nepřátelský akt. Výrazně se tím zhoršily vztahy obou zemí, kde začaly válečné přípravy. 24. června 1812 Napoleon 600 tisíci muži, z nichž asi jen polovina byli Francouzi, přešel Němen. Rusové proti nim mohli postavit zatím jen 220 tisíc mužů, proto začali ustupovat podle plánu velitele 1. armády Barclaye de Tollyho.
Teprve u Smolenska 16.–17. srpna došlo k větší bitvě, ale skončila jen pochybným úspěchem Francouzů. Utrpěli mnohem vyšší ztráty než Rusové, získali jen kus zničeného města, a navíc ruská armáda byla stále bojeschopná. 29. srpna převzal velení armády generál Kutuzov, který proti Napoleonovi bojoval už během třetí koaliční války. Brzy poté se Rusové u vesnice Borodino v rychlosti opevnili.
Bitva u Borodina 7. září známá také jako bitva u řeky Moskvy neskončila rozhodným vítězstvím ani jedné strany a obě navíc utrpěly ohromné ztráty. Padl v ní ruský generál Bagration. Obě strany označovaly bitvu za svoje vítězství a Kutuzov za ni byl povýšen na maršála, Rusové ale den po bitvě ustoupili a vydali Francouzům Moskvu, kterou předtím Rusové evakuovali a poté podpálili. Rusové po opuštění Moskvy provedli tzv. Tarutinský manévr, který je dovedl do Tarutina, kam další ruské odvody přivedly do armády 180 tisíc rekrutů. 13. října Rusové porazili u Tarutina maršála Murata. Když se to Napoleon dozvěděl, tak vytáhl na jih ke Kaluze, aby zde svedl bitvu. Bitva u Malojaroslavce 23. října pro Napoleona znamenala porážku, a tak se dal na ústup z Ruska. Následné ruské ofenzívy, kterých se účastnili i partyzáni, způsobily Francouzům ohromné ztráty, které byly částečně podpořeny i mrazy, jež poprvé udeřily 5. listopadu. 26. a 27. listopadu Napoleon přešel za těžkých bojů a ztrát Berezinu. Zachránilo se sotva 30 tisíc mužů. Tažení skončilo katastrofou nedozírných důsledků a většina kdysi 700 000 Grande Armeé byla ztracena. Významní Napoleonovi spojenci jako Rakousko a Prusko přešli na stranu Ruska.

## Válka šesté koalice (1813–1814)

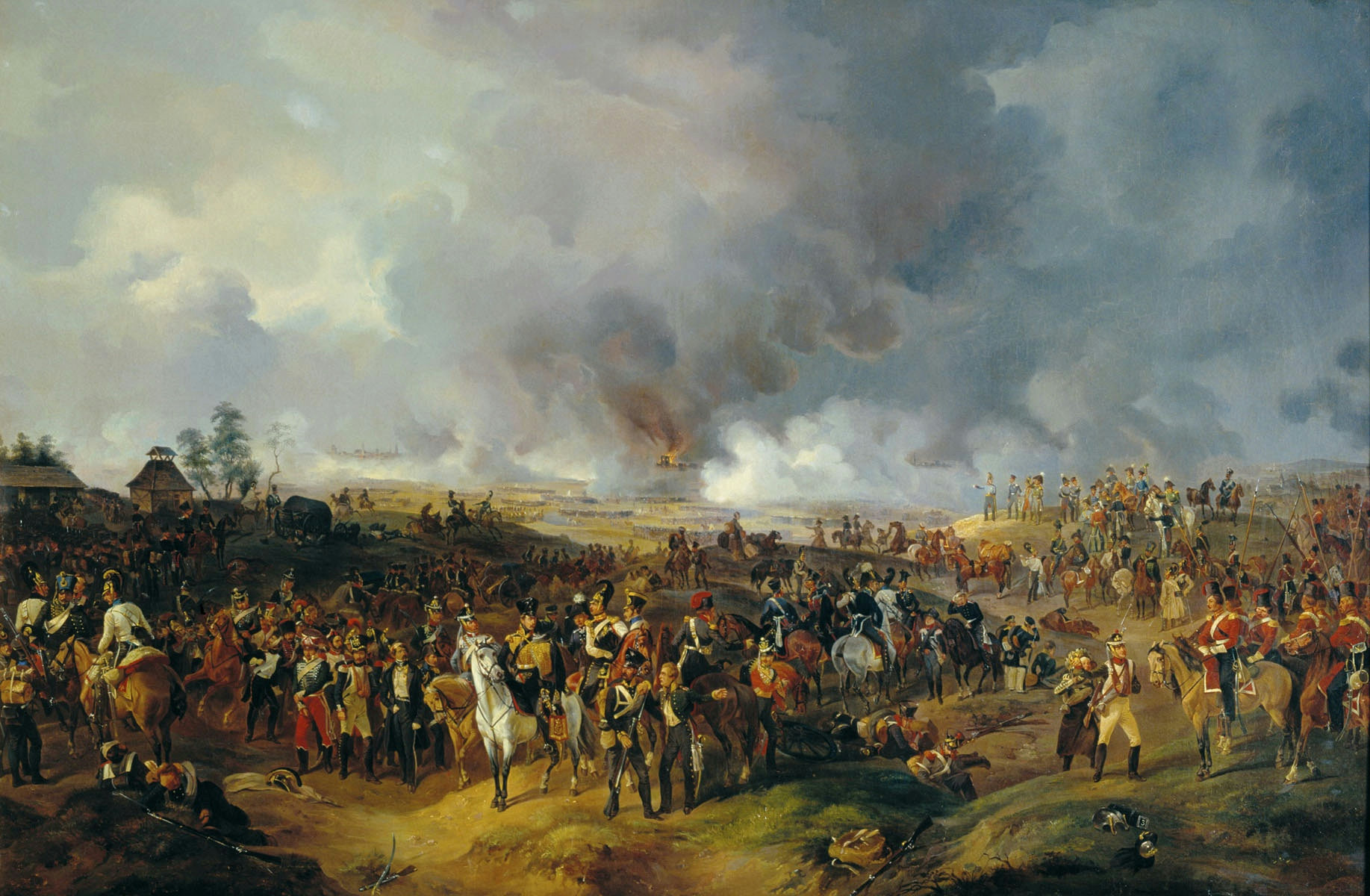
Bitva u Lipska

Koncem prosince se od Francouzů odtrhli Prusové a v lednu 1813 se odtrhli Rakušané. V únoru vznikla protifrancouzská koalice Ruska a Pruska, ke které se během několika týdnů přidala Velká Británie a Švédsko, čímž vznikla šestá koalice. Napoleon nakonec shromáždil armádu, jež měla 350 tisíc mužů, ale už to nebyla tak silná armáda jako dříve. Ruská armáda postoupila do Pruska a Polska a jala se pronásledovat ustupující armádu francouzskou. Velení se ujal opět Barclay de Tolly, jehož předchůdce Kutuzov zemřel 28. dubna 1813.
Zbytky Velké armády, jež se zachránily z ruského tažení, se stáhly za Odru a stahovaly se k Labi, aby bránily Německo. 17. března vyhlásilo Francii válku Prusko a pruský král vyzval německou šlechtu a lid k svržení francouzského jha. Němci se jako odpověď vzbouřili proti Napoleonovi. V dubnu 1813 začal Napoleon se znovu vytvořenou Grande Armeé (velkou armádou) ofenzivu do Saska. 2. května porazil rusko-pruskou armádu u Lützenu, 7. května obsadil Drážďany a 21. května znovu porazil spojence u Budyšína. Po bitvě u Budyšína došlo k vyhlášení příměří a pod patronací rakouského kancléře knížete Metternicha byl svolán do Prahy mírový Kongres. Ať už záměrně nebo v důsledku nepříznivých okolností k jednání nedošlo. Francouzi využili krátkého příměří k doplnění stavů, a to především jezdectva, které bylo v první jarní fázi tažení největší slabinou francouzských sil. 12. srpna vyhlásilo Rakousko Francii válku. Vrchním velením spojeneckých armád byl pověřen rakouský maršál Karel Filip Schwarzenberg. 26. a 27. srpna se pak Napoleonovi podařilo porazit rakouskou tzv. českou armádu pod velením Karla knížete ze Schwarzenbergu u Drážďan.
Po bitvě se Napoleonův generál Vandamme vydal pronásledovat ustupující českou armádu do Čech, ale v bitvě u Chlumce 29. a 30. srpna byl jeho sbor zničen a on zajat. Mezitím byl maršál Ney poražen pruským generálem Friedrich Wilhelmem von Bülow v bitvě u Dennewitz 6. září 1813 při tažení na Berlín. Napoleon se poté stáhl k Lipsku, kde byla ve dnech 16. až 19. října 1813 svedena bitva u Lipska, jež byla největší bitvou napoleonských válek a skončila pro Francouze katastrofou.

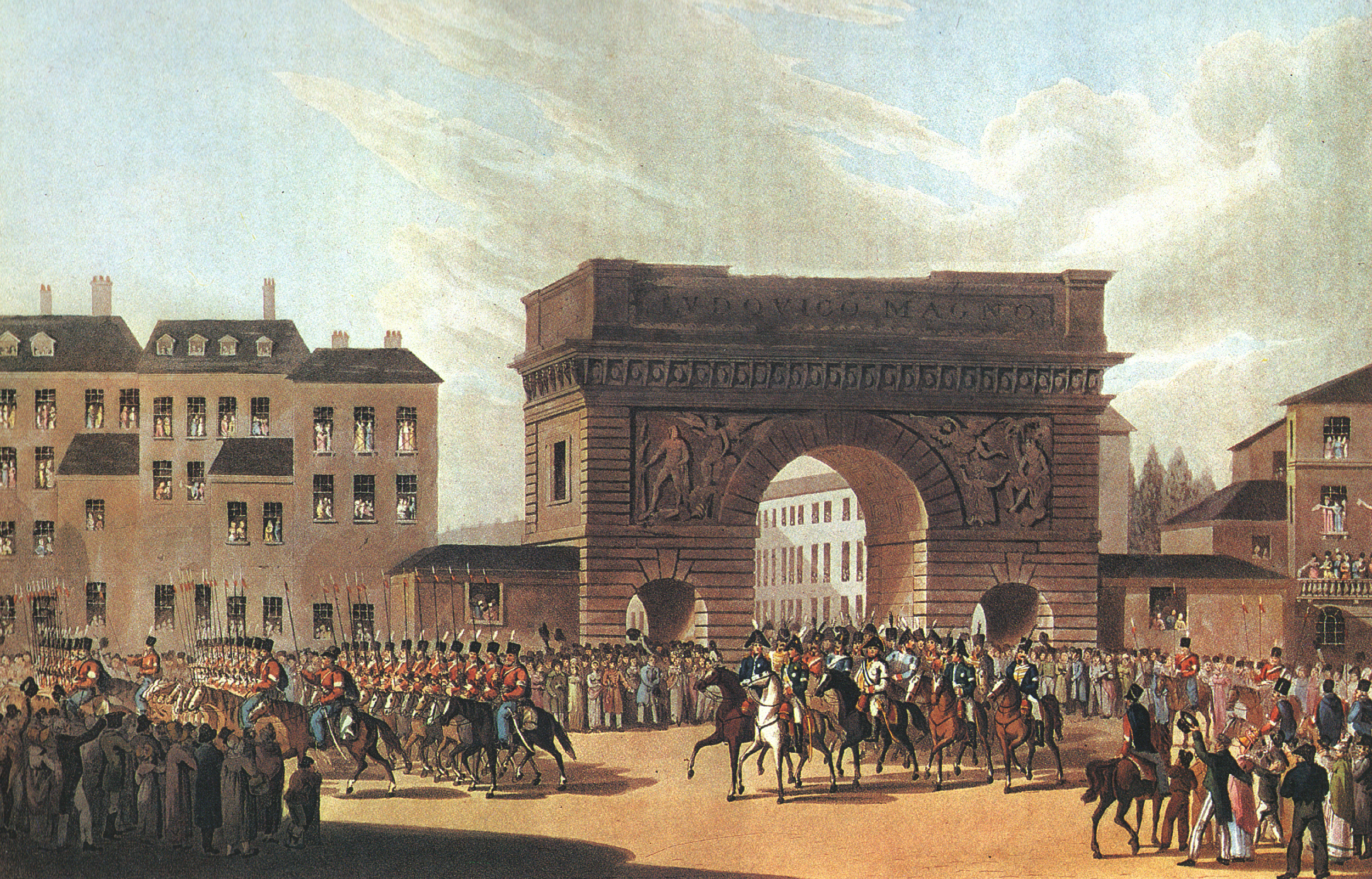
Ruská armáda v Paříži roku 1814

Po bitvě u Lipska se zbytek Německa přidal ke spojencům a Napoleon se stahoval k Rýnu. Čtyři dny před Vánocemi přešli spojenci Rýn a začátkem ledna 1814 vstoupili do Francie. Za ústupových bojů Napoleon několikrát spojence porazil a donutil je, aby se stáhli zpět, ale zastavit jejich postup nedokázal. Na východě Francie byl poražen generál Augereau a spojenci dobyli Lyon. Britové přešli Pyreneje a dobyli Bordeaux. 9. a 10. března byl Napoleon Blücherem poražen u Laonu, což mu nakonec oplatil u Remeše, což byl ale jeho poslední úspěch. 30. března spojenci vyhráli bitvu o Paříž, která další den kapitulovala. Napoleon Bonaparte byl zrovna v zámku Fointaneblau, když se o kapitulaci hlavního města dozvěděl. Poté nemohl pokračovat ve válce. Na nátlak svých generálů se 11. dubna vzdal a byl poslán s tisícem gardistů na ostrov Elba. Na francouzský trůn se vrátili Bourboni a novým králem se stal Ludvík XVIII. 1. října byl zahájen Vídeňský kongres, jenž měl přerozdělit Evropu mezi vítězné velmoci.

## Britsko-americká válka (1812–1815)

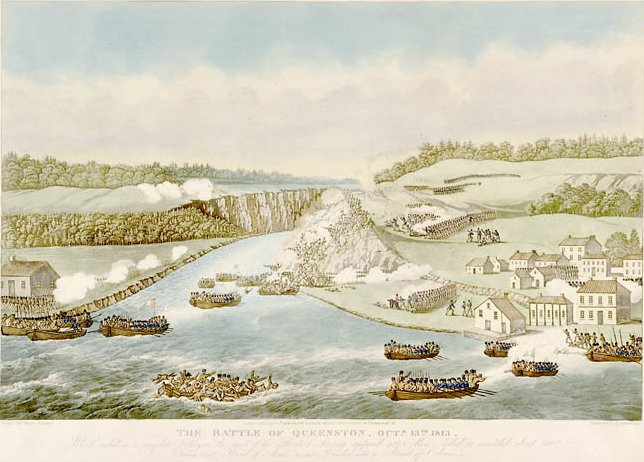
Bitva na Queenston Heights

V letech 1775–1783 vedlo Britské impérium válku proti americkým kolonistům, kteří chtěli nezávislost. Válka nakonec skončila porážkou Británie a USA tím získaly nezávislost. Brzy se mezi oběma zeměmi objevily nové spory ohledně stanovení hranic, námořního obchodu a sfér vlivu na americkém kontinentu. Vypuknutí Francouzské revoluce vedlo k dalším sporům mezi oběma zeměmi, neboť USA obchodovaly s revoluční i napoleonskou Francií, zatímco Británie s ní vedla válku.
18. června 1812 vyhlásily Spojené státy americké Británii válku. Brzy poté britská vojska dobyla velkou část Michiganu, zatímco americký vpád do Horní Kanady skončil 13. října 1813 v bitvě na Queenston Heights, kterou Britové, i přes smrt svého velitele Isaaca Brocka, drtivě vyhráli. Tyto úspěchy následně znehodnotila smrt indiánského náčelníka Tecumseha v bitvě na řece Thames (indiáni podporovali Brity) a americké vítězství na Estrijském jezeře, což vedlo k tomu, že Britové ustoupili do Horní Kanady. Později se Američané dvakrát neúspěšně pokusili dobýt Dolní Kanadu. Bitvou na Champainově jezeře se jim podařilo potvrdit svou převahu nad velkými jezery, zatímco Britové obsazovali některé menší přístavy. Nakonec se ukázalo, že ani jedna strana nedokáže získat rozhodující převahu, a tak byl 24. prosince 1814 uzavřen mír, jenž potvrdil status quo. Než se zpráva o něm dostala do New Orleansu, došlo zde k bitvě, v níž Američané, vedení Andrew Jacksonem, zvítězili, což ovšem již na výsledku války nic nezměnilo.

## Švédsko-norská válka (1814)

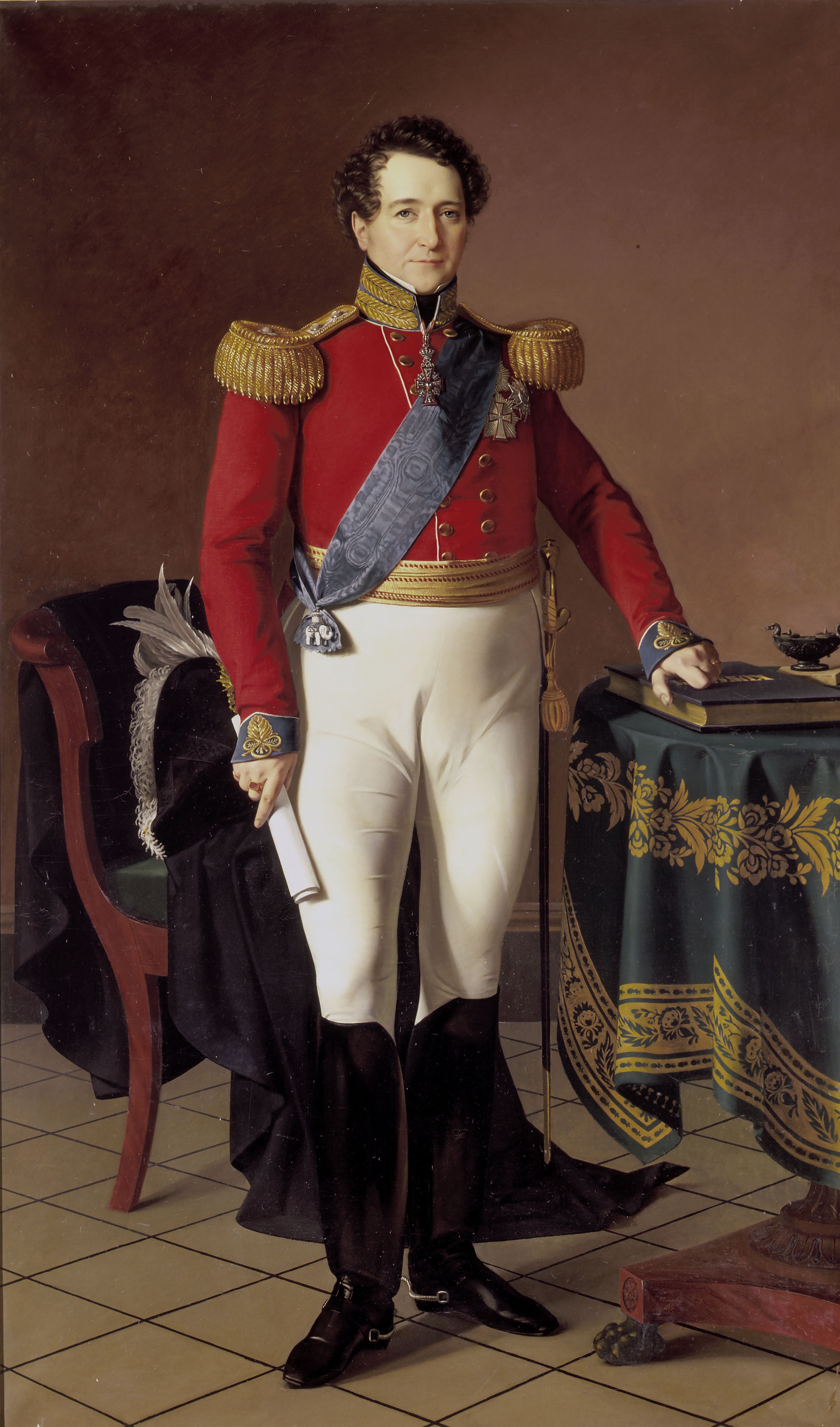
Kristián Frederik

Kielským mírem podepsaným 14. ledna 1814 dostalo Švédsko od Dánska Norsko, ale to brzy vyhlásilo nezávislost a 17. května v Eidsvollu přijalo vlastní ústavu. Norským králem byl zvolen dánský princ (později král) Kristián Frederik. Tím se Norsko dostalo do konfliktu s protinapoleonskou koalicí a hlavně se Švédskem.
Kristián Frederik se pokusil přesvědčit Velkou Británii, aby podpořila nezávislost Norska. Ta mu nabídla, aby odstoupil a že Británie bude požadovat pro Norsko ústavu a maximální autonomii. Mezitím se bývalý napoleonský maršál Bernadotte, nyní švédský korunní princ, vrátil do Švédska. 26. července Švédové napadli norskou loď Hvaler a další den zahájili s armádou, která čítala 45 523 mužů útok na norské území. Norové proti nim nasadili jen 30 tisíc mužů. Švédové byli navíc lépe vyzbrojeni, měli vojenské zkušenosti a velel jim zkušený a schopný velitel.
Hlavní útok začal na hranici u Haldenu. 4. srpna dobyli Švédové pevnost Frederiksten. Norové ustoupili na pravý břeh řeky Glommy. Norové přesto zahájil několik ofenziv, které nakonec přinutily Bernadotta ke kompromisu. Válka skončila 14. srpna konvencí uzavřenou ve městě Moss, kde Norové souhlasili se vznikem personální unie. Obě země si zachovaly vlastní parlament. Kristián Frederik abdikoval v říjnu 1814 a norský parlament Storting 4. listopadu 1814 zvolil za krále Karla XIII., panovníka Švédska.

## Napoleonův návrat a stodenní císařství (1815)

Mapa tažení k Waterloo

1. března 1815 se náhle Napoleon, který utekl z Elby, vylodil v zátoce San Juan u Cannes.
Všechny jednotky, které byly poslány proti postupujícímu Napoleonovi, se k němu přidaly. Před Grenoblem zastoupily Napoleonovi cestu tři pluky královské armády. Císař přikázal svým vojákům zavěsit pušky na levé rámě hlavněmi dolů a v čele jednotky došel až před namířené zbraně nepřátel. Odhalil hruď a vykřikl: "Vojáci! Poznáváte mne?" Odpovědí bylo hromové "Ano!" "Kdo z vás chce střílet na svého císaře? Střílejte tedy!" Nikdo nevystřelil a vojáci se přidali k Napoleonovi. Nakonec byl proti Napoleonovi poslán i Maršál Michel Ney, který se nechal slyšet, že přiveze Napoleona v železné kleci. I on se ale nakonec přidal. Známým se stal Napoleonův Vzkaz Ludvíku XVIII. "Drahý bratranče,neposílej mi již další vojáky prosím, mám jich už dost.".
20. března vstoupil do Paříže a Ludvík XVIII. musel utéct za hranice. O Napoleonově postupu vypovídají dnes již legendární titulky tehdejších francouzských novin. "Netvor opustil Elbu." "Zlověstný Korsikán odplul do Francie." "Bonaparte přistál." "Generál Bonaparte obsadil Grenoble." "Napoleon vjel do Lyonu." "Včera byl císař radostně přijat ve Fontainebleau." "Jeho Veličenstvo je dnes očekáváno v Tuileriích.".
Jeho návrat však vyvolal vznik sedmé koalice, skládající se z Velké Británie, německých a italských států, Rakouska, Ruska, Nizozemí, Portugalska, Španělska a Švédska. I přes mírové signály, které Napoleon vysílal všemi směry, správně tušil, že Válka je nevyhnutelná. Rozhodl se udeřit jako první, než koalice dokáže udeřit na Francii plnou silou. Císař se rozhodl udeřit do Belgie na dvě spojenecké armády, a to na armádu tzv. britsko-batavskou, tj. konglomerát britských, nizozemských a spojeneckých německých jednotek, a na armádu pruskou rozmístěné na území dnešní Belgie. Velkou císařovou nevýhodu byla nepřítomnost jeho dlouholetého náčelníka štábu, knížete Berthiera, kterého sám Napoleon nazýval „bratrem ve zbrani“. Náčelníkem štábu francouzské severní armády – Armeé du Nord se stal maršál Soult, který však ve štábní práci nedosahoval kvalit svého předchůdce.

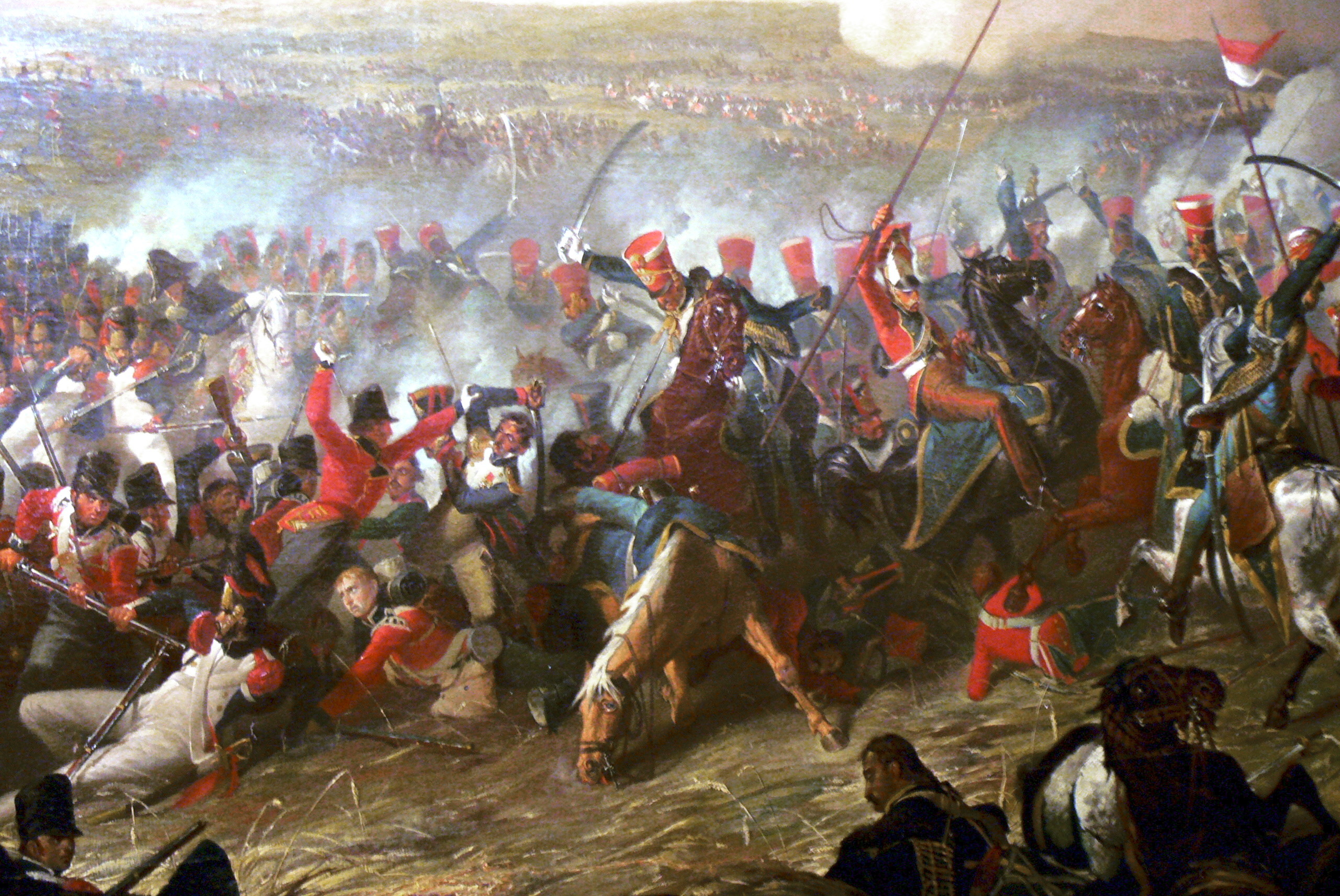
Bitva u Waterloo

15. června přešel Sambru. V Belgii byly dvě spojenecké armády – pruská, vedená pruským polním maršálem Blücherem, a anglo-batavská, vedená britským polním maršálem lordem Wellingtonem, jež měly nad ním dvojnásobnou početní převahu. Napoleon jim chtěl zabránit v tom, aby se spojily. 16. června u Ligny porazil Blüchera, ale nepodařilo se mu zničit jeho vojska. Současně maršál Ney v Bitvě u Quatre Brass porazil a přinutil k ústupu část spojenecké anglo-batavské armády.
Napoleon po bitvě u Ligny vyslal sbor maršála Grouchyho o síle 30 tisíc mužů, aby pronásledoval podle jeho soudu poraženou pruskou armádu. Blücher dokázal obratným manévrováním tento sbor obejít a nakonec rozhodným způsobem zasáhnout do konečné fáze bitvy u Waterloo.
Napoleon čekal kvůli podmáčené půdě se zahájením útoku na spojenecké pozice rozmístěné kolem na cestě procházející přes Mont St Jeann a směřující na Brusel od půlnoci 18. června až do ranních hodin. Boj začal v 9:30. Spojenecké obraně se dařilo odvracet francouzské útoky až do odpoledních hodin až do okamžiku, kdy se zdálo že se francouzským jednotkám podaří prorazit. Příchozím pruským silám se po velkém boji s francouzskou mladou gardou podařilo prorazit francouzské pravé křídlo. Následný spojenecký protiútok obrátil na ústup i zbytek francouzské armády.
Napoleon nyní čelil velké převaze a příchod dalšího pruského sboru způsobil rozvrat Napoleonovy armády. Čest francouzských zbraní bránila nakonec pouze garda. Slavným se stal výrok barona Cambroneho, jednoho z velitelů císařské gardy, kdy na výzvu, aby se vzdal, odpověděl rázným a výstižným vojáckým „merde“. Napoleon se stal vězněm Britů a byl poslán nyní oficiálně jako vězeň na ostrov Svatá Helena, kde roku 1821 zemřel. Na trůn se podruhé vrátil Ludvík XVIII. Součástí této války byla také neapolská válka, ve které byl někdejší Napoleonův maršál Murat, neapolský král Joachim I svržen Rakušany. Po útěku na Korsiku a do Francie a neúspěchu patetické invaze do Kalábrie byl popraven.

## Následky a význam

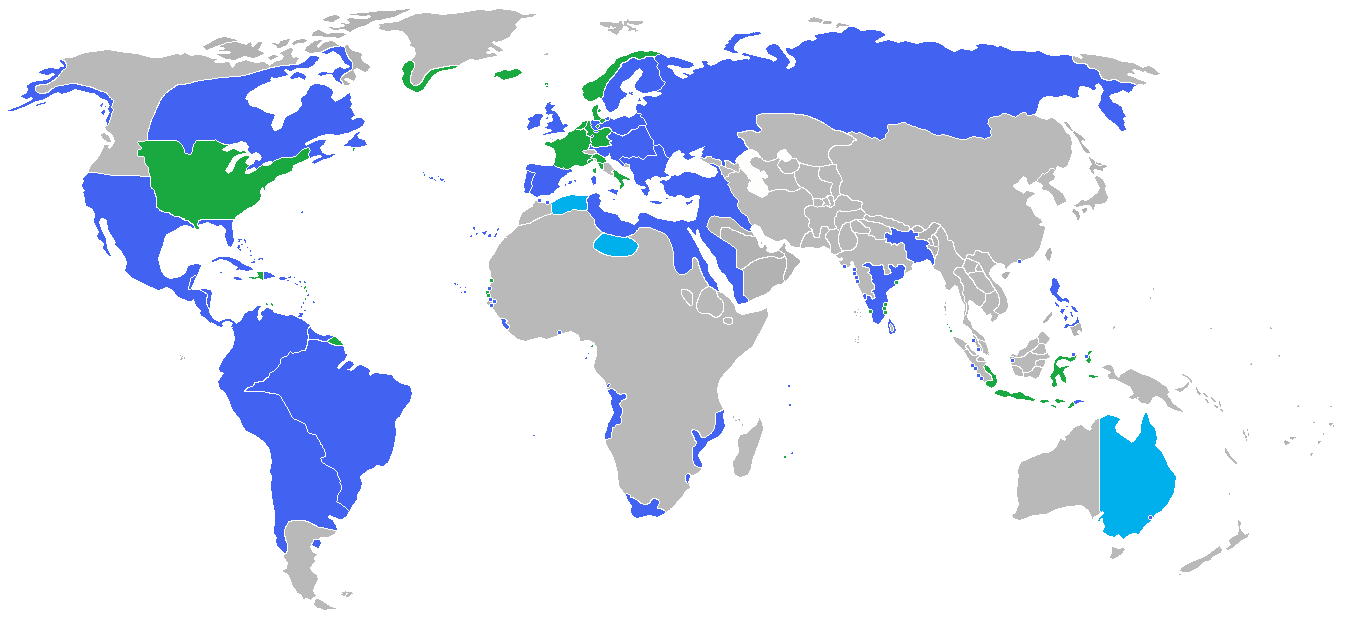
Účastníci napoleonských válek. Modře: Koalice a jejich spojenci (je zde i Osmanská říše, která patřila do druhé koalice během revolučních válek, ale během napoleonských spojencem Francie. Zeleně: Francie se svými koloniemi, protektoráty, spojenci a USA.

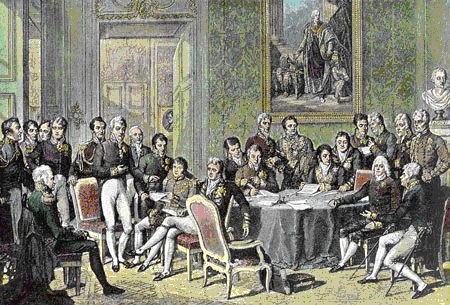
Vídeňský kongres

Následky tohoto konfliktu byly dalekosáhlé, přestože se panovníci snažili, aby se na ideály revoluce zapomnělo. Ve skutečnosti zůstaly, což se projevilo roku 1848. Vznikla Svatá aliance Ruska, Pruska a Rakouska, jež měla zabránit opakování revoluce. Vídeňský kongres přerozdělil Evropu, k Nizozemí byla připojena pozdější Belgie, Rakousko získalo ztracená území a také větší vliv v severní Itálii, Prusko získalo Porýní, Rusku připadlo Polsko.
V severní Evropě získalo Švédsko od Dánska, které bylo Napoleonovým spojencem, Norsko. Napoleon byl vypovězen na ostrov Sv. Heleny, kde pod přísnou britskou kuratelou císař roku 1821 zemřel, ale po jeho smrti se na něj nezapomnělo a bylo mnoho lidí v čele států, jež jej měli za vzor a chtěli dosáhnout stejných úspěchů, jako např. paraguayský diktátor Francisko Solano López, jenž v letech 1862–1870 vedl krvavou válku proti Argentině, Brazílii a Uruguayi. Podobně mexický prezident generál Antonio López de Santa Anna se s oblibou nechával zvát "Napoleonem západu". Dalším takovým mužem byl synovec Napoleona I., jenž dosáhl toho, že byl korunován francouzským císařem jako Napoleon III., ale nikdo z nich se Napoleonovi I. nikdy nevyrovnal. Samotné napoleonské války byly až do první světové války největším válečným konfliktem vůbec, bojovalo se v Evropě, Africe, Severní a Jižní Americe, Atlantském a Indickém oceánu a Karibském moři.

## Statistiky

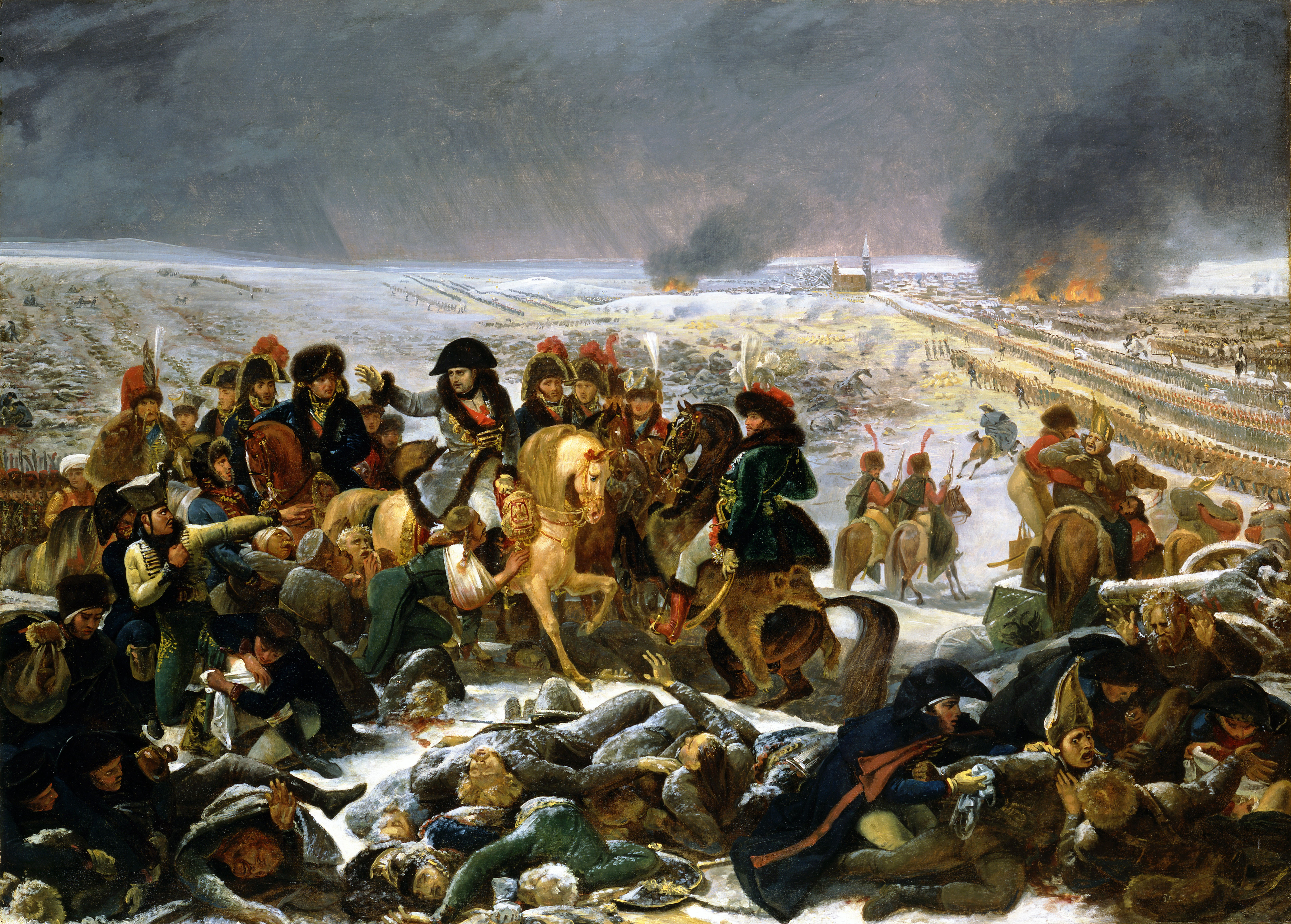
V bitvě u Jílového se Napoleon střetl s rusko-pruskou armádou

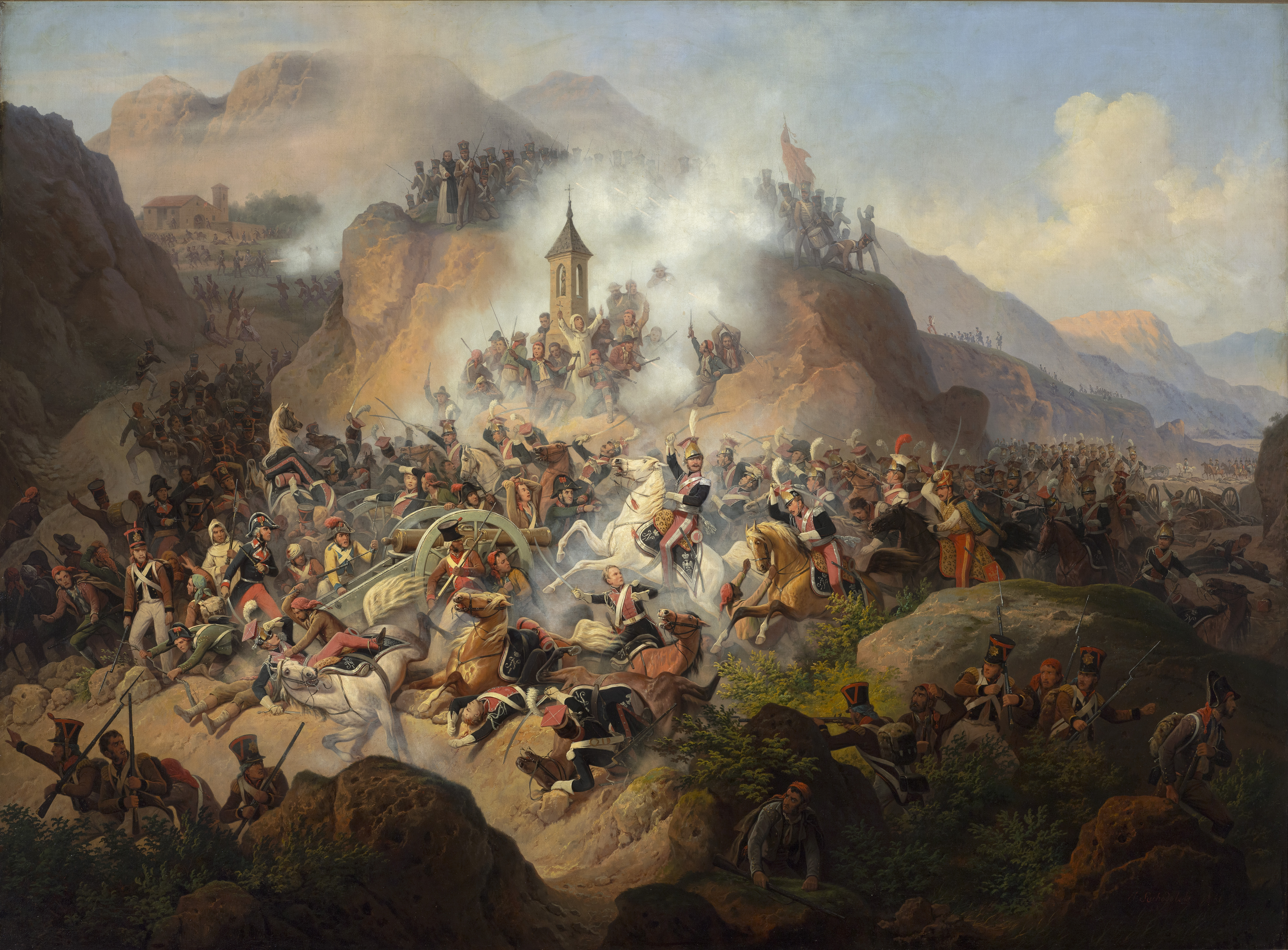
Bitva u Somosierry mezi Španělskem a Poláky z Varšavského knížectví

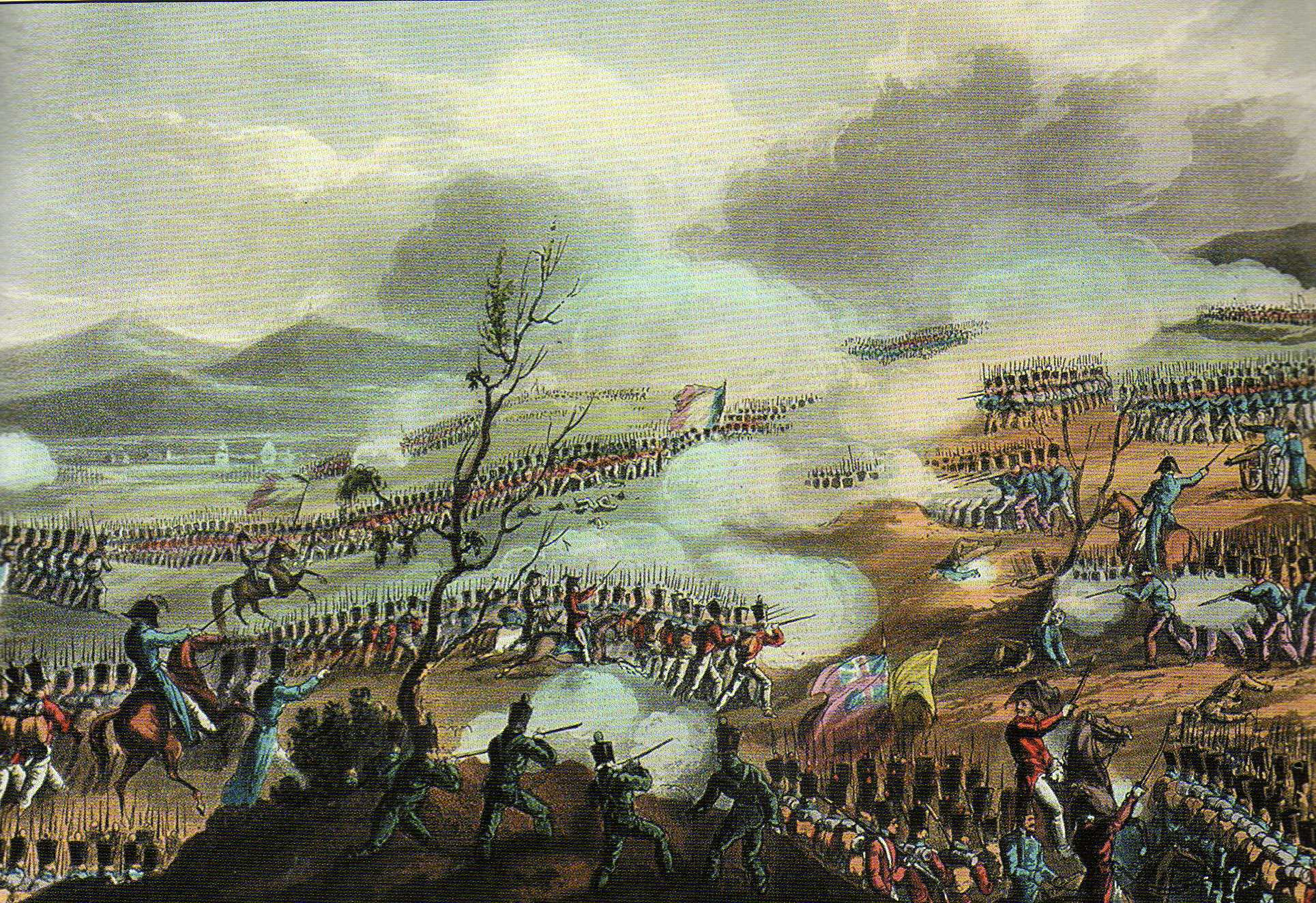
Britové bojují s Francouzi ve válce na Pyrenejském poloostrově

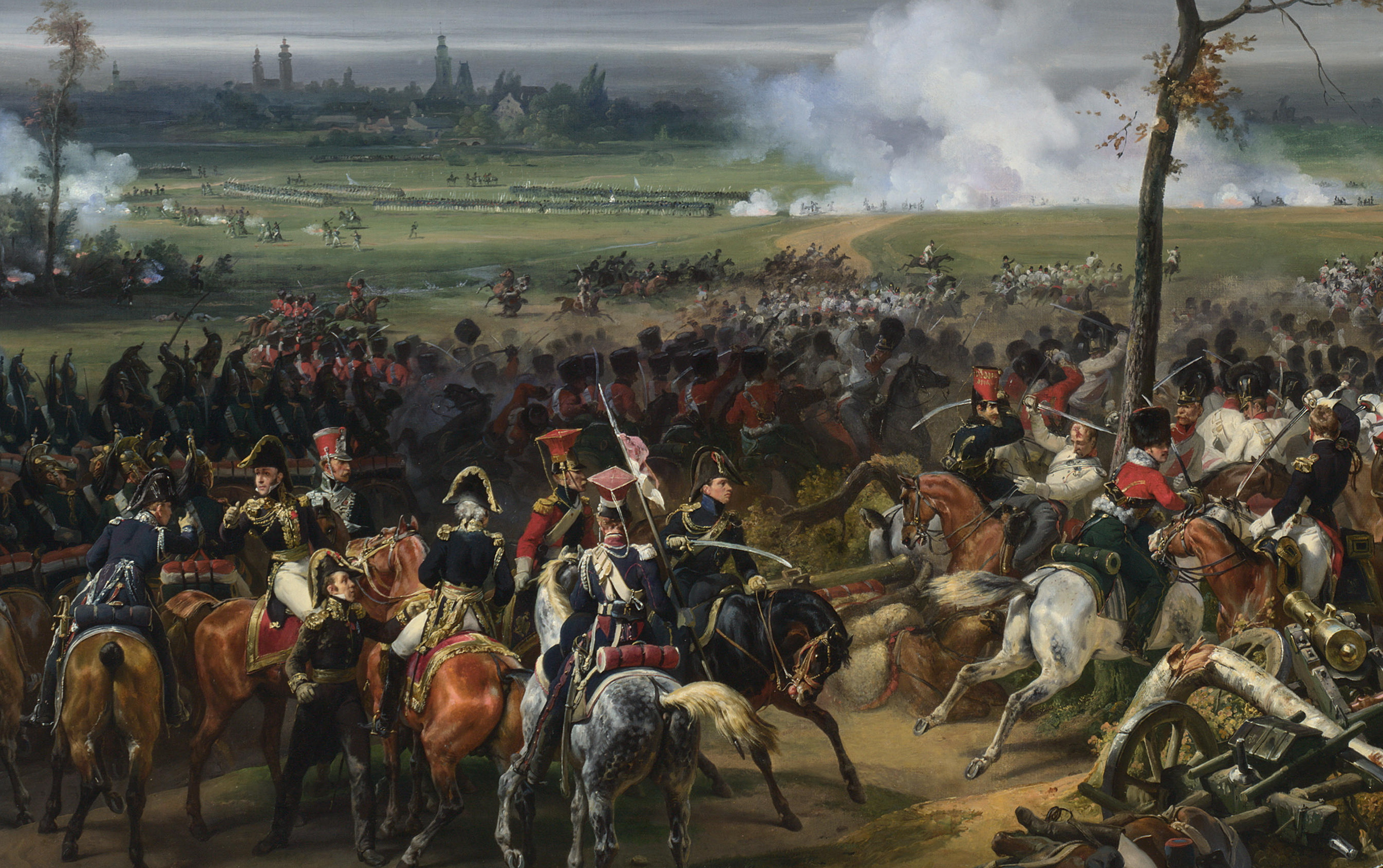
Rakousko-bavorská armáda v boji s Francouzi v bitvě u Hanau

### Statistiky států protinapoleonských koalic (1800–1815)
| Stát           | Počet obyvatel 1800 | Mobilizováno vojáků | Počet mrtvých vojáků a civilistů |
| -------------- | ------------------- | ------------------- | -------------------------------- |
| Rusko          | 37 540 000          | 2 500 000           | 850 000                          |
| Velká Británie | 9 200 000           | 997 670             | 311 806                          |
| Rakousko       | 20 598 700          | 576 000             | méně než 200 000                 |
| Prusko         | 9 700 000           | 320 000             | 134 000                          |
| Španělsko      | 10 500 000          | 300 000             | více než 300 000                 |
| Portugalsko    | 3 400 000           | 250 000             |                                  |
| Švédsko        | 2 347 300           |                     |                                  |
| Celkem         | 114 680 400         |                     | 1 800 000-2 000                  |

### Statistiky francouzského impéria a jeho spojenců (1800–1815)
| Stát                | Počet obyvatel 1800 | Mobilizováno vojáků | Počet mrtvých vojáků a civilistů |
| ------------------- | ------------------- | ------------------- | -------------------------------- |
| Francie             | 27 349 000          | 2 950 000           | 1 200 000                        |
| Osmanská říše       | 23 000              | 400 000             | 125 000                          |
| Itálie              | 17 237 000          | 200 000             | 125 000                          |
| Varšavské knížectví | 2 500 000           | 95 000              |                                  |
| Bavorsko            | 3 100 000           |                     | 24 000                           |
| Sasko               | 1 100 000           | 20 000              |                                  |
| Vestfálsko          | 700 000             | 30 000              |                                  |
| Dánsko              | 929 000             |                     |                                  |
| Norsko              | 883 600             |                     |                                  |
| Holandsko           | 1 982 000           |                     |                                  |
| Belgie              | 4 035 000           |                     |                                  |
| Würtembersko        | 1 200 000           |                     |                                  |
| Celkem              | 61 015 600          |                     | 1 400 000–1 600 000              |